# 歩兵連隊

歩兵連隊を表すNATO軍の兵科記号

歩兵連隊（ほへいれんたい、歩兵聯隊、英語: Infantry regiment）とは、歩兵を主とする連隊である。

## 歴史

### テルシオの登場と連隊への発展
歩兵連隊の起源は、イタリア戦争中にスペイン王国のゴンサロ・フェルナンデス・デ・コルドバ将軍によって創案されたテルシオ（tercio）に遡る。これはマスケット銃兵とパイク兵の混成部隊であり、それぞれの弱点を補うように運用することで、ヨーロッパ最強の野戦軍としての評価を獲得した。16世紀初期の30年間、スペイン軍は数個のコラネラス（columelus）から成る総兵力3,000名以上、歩兵主体の大単位部隊としてテルシオを発展させた。このコラネラスは銃兵やパイク兵などを混成した兵力1,000－1,250名程度の部隊で、武器と戦術運用を体系的に総合した点において近代西欧に出現した最初の合理的戦術単位部隊であり、歩兵大隊の起源となった。またテルシオを構成するコラネラスの数は最終的に3個となり、近代軍隊として初の3単位制ともなった。
イタリア戦争でテルシオの猛威を痛感したフランス王国は、まもなく16世紀中葉ごろにテルシオの概念を導入した。ただし名称は「テルシオ」ではなく、当初は「軍団」（legion）、そして後に「連隊」（regiment）と称された。
初期の連隊の実態は連隊所有者たる大佐によって経営される私的企業体であり、雇用主に必要がなくなる、あるいは大佐が事業から撤退しようとする場合、連隊が解散されることも珍しくなかった。ただし雇い主たる君主の立場からすると、連隊が解散するとこれにかわる新しい連隊の立ち上げが必要になるという問題があり、後には、大佐が事業から撤退する場合には他の大佐にこれを引き継がせるようになっていった。

### グスタフ2世アドルフの改革
17世紀、スウェーデン王グスタフ2世アドルフは多くの軍事的改革を行ったが、その一つが小単位部隊編制の合理的・合目的的整備であり、この際にも連隊が基本構成単位とされた。グスタフ2世アドルフの統治下で、平時の行政単位としての地域連隊（Landsregiment）は3つの野戦連隊（Fältregiment）から構成されるようになり、1620年代後半より戦争が常態化すると野戦連隊の機能充実が図られて、1630年頃には地域連隊は廃止され、野戦連隊を発展させた地方連隊（Landskapsregiment）が設置されるようになった。連隊においては1,200名の人員を8個中隊に編成するのが定数であり、またこの連隊・中隊を基盤として、実際の戦場においては戦列歩兵として運用するため、マスケット銃兵やパイク兵などの兵科ごとの戦隊と、これらを編合した旅団が組織されるのが常であった。
三十年戦争でのスウェーデンの同盟国フランスを始めとする欧州各国は、軍事革命を背景としてグスタフ2世アドルフの編制・戦術を競って採用し、17世紀半ば以降、すべての国において、一定数の連隊を保有する傾向が顕著となっていった。また私的企業体としての連隊から軍隊の恒久的組織体としての連隊への移行も進み、18世紀初頭には、ほとんど全ての国の軍隊で、後者のほうが前者よりも多くなっていた。私的企業体としての連隊は、それを指揮する大佐の名を冠して呼ばれることが多かったのに対し、グスタフ2世アドルフは連隊旗の色を冠して呼ぶようにした。指揮官は依然として大佐であったが、独立した企業家ではなく、王直々の任命を受けて公共財としての連隊を管理する高級官僚としての性格が強くなっていた。
このような制度は連隊専属管理制度（仏: Regimentaire Propre Systeme）として、各国で全般的に普及していった。連隊長（大佐）は行政上の管理と作戦時指揮をともに統轄して、政府から一括して支給される給与を各人に支給するとともに、人員の募集や装備の支給、訓練や組織管理などを担った。連隊長は終身であったが、その地位とともに連隊の専属管理権を売却して引退する売官制度も併存した。連隊長の行政上の管理権は中隊長（大尉）によって分担され、直接の募兵官として行動したほか、被服・武装にも責任を負うなど、連隊長に準ずる中隊の専属管理者としての性格を有していた。

### 連隊の近代化と旅団・師団の登場
フランスにおいて、連隊は長く軍隊の最大常置単位部隊となったほか、単なる野戦部隊に留まらず、常設の地方的編制部隊として、17－18世紀には募兵・軍制・作戦組織としての地方別連隊の創設に繋がっていった。またその下位部隊としての大隊・中隊の編制も安定恒久化した。
大佐個人による連隊の編成権や経理の自主的運営は数世紀に及ぶ慣習・特権であり、このように連隊が軍隊の恒久的単位となった時代にも容易には撤廃されなかった。ただし連隊長・中隊長が所有権を行使することで装備更新が滞るなど、弊害も少なくなかった。兵員数を水増ししてその分の給与を連隊長が副収入とすることもしばしばで、1個中隊が15－20名にまで減ることもあったとされる。このような非実在人員には、脱走兵や病欠者が出た場合に臨時に募兵するための空き枠という意味合いもあり、パスヴォラン（passe-volant）と称された。
このためもあって、ルイ14世統治下のフランスでは国家的統制が強化され、連隊長の責任は募兵と訓練のみとなり、戦場での指揮は王が任命した中佐（lieutenant-colonel）、また装備・物資の補給・調達は軍隊を管理する文官官僚群によって執行されるようになって、1670年頃には組織的規律ある軍隊として面目を一新した。このように国家的統制が強化されるとともに、大佐より下級の将校も大佐の私的任用による代理人や補佐役ではなく、直接的に王権によって保証された地位身分となっていき、フランスでは、1660年頃に陸軍卿であったルーヴォワ侯によって法制化された。更に連隊近代化が進むと、1762年のショワズール陸軍卿の政令によって、連隊専属管理制度は廃止された。
17世紀後期には連隊長（大佐）の上位の階級として軍司令官（armee commandant）が常設されたが、その次級者たる中将（lieutenant général）や次級者たる少将（sergent major general）は戦役ごとに連隊長（大佐）のうちから選任され、戦役終了時に軍が解体されるとともに本来の連隊長職に復帰することになっていた。しかし17世紀中葉ごろより連隊よりも大規模な単位部隊として旅団が登場したのち、1788年には、フランスにおいて、歩兵・騎兵連隊2個をもってそれぞれ歩兵旅団・騎兵旅団を構成し、更に歩兵旅団・騎兵旅団各1個をもって師団とする編制が定められた。

## 大日本帝国陸軍

各歩兵連隊に下賜された帝国陸軍の軍旗（連隊旗）

大日本帝国陸軍には以下のような歩兵連隊があった。なお当時は当用漢字表の告示以前であり、「歩兵聯隊（步兵聯隊󠄁）」と表記された。

### 歩兵連隊
冠称無しの「歩兵連隊（歩兵聯隊）」は第1から第524連隊（間に欠番多数を有す）まで置かれた。帝国陸軍における歩兵連隊（歩兵）の軍隊符号（部隊符号）はi。隊号（連隊番号）などは符号に冠し321i（歩兵第321連隊）などと表記し、近衛歩兵連隊は近衛のGと合わせ1Gi（近衛歩兵第1連隊）、歩兵旅団・歩兵団は旅団・団のBと合わせiBとした。
明治4年（1871年）に設置された鎮台が明治6年（1873年）に6個鎮台になり、隷下に第1から第14までの14個歩兵連隊が置かれ、その後明治19年（1886年）までに24個の歩兵連隊が置かれた。これら24個歩兵連隊は明治21年（1888年）5月、鎮台が師団に改編されると師団隷下となった。各歩兵連隊には衛戍地が定められており、基本的に永久にその土地に駐屯するものとされた（改編・移動・廃止・復古はままあった）。鎮台が師団に改編される時点の陸軍常備団隊配備表（明治21年5月12日勅令第31号）では下表のように衛戍地が定められていた。

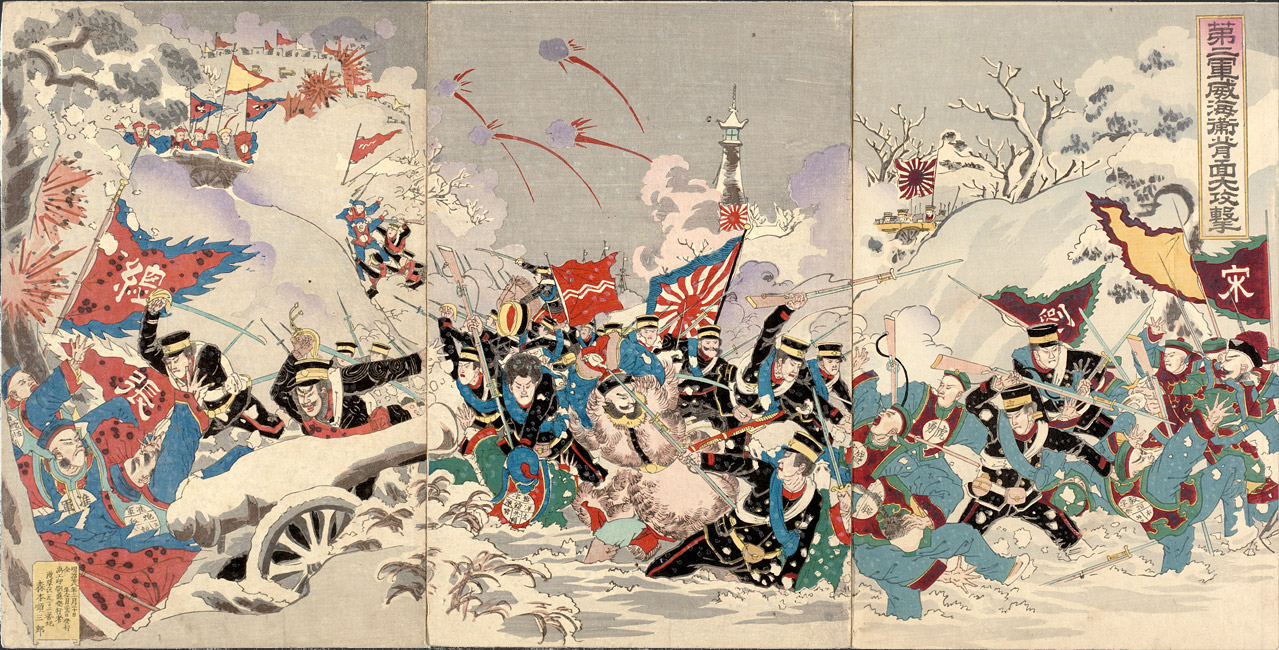
浮世絵『第二軍威海衛背面大攻撃』 中央の房付きの旭日旗は歩兵連隊の軍旗

| 歩兵連隊     | 軍旗授与         | 衛戍地 | 鎮台       |
| ------------ | ---------------- | ------ | ---------- |
| 歩兵第1連隊  | 明治7年12月19日  | 東京   | 東京鎮台   |
| 歩兵第2連隊  | 明治7年12月19日  | 佐倉   | 東京鎮台   |
| 歩兵第3連隊  | 明治7年12月19日  | 東京   | 東京鎮台   |
| 歩兵第4連隊  | 明治8年9月9日    | 仙台   | 仙台鎮台   |
| 歩兵第5連隊  | 明治11年12月29日 | 青森   | 仙台鎮台   |
| 歩兵第6連隊  | 明治7年12月18日  | 名古屋 | 名古屋鎮台 |
| 歩兵第7連隊  | 明治8年9月9日    | 金沢   | 名古屋鎮台 |
| 歩兵第8連隊  | 明治7年12月18日  | 大阪   | 大阪鎮台   |
| 歩兵第9連隊  | 明治7年12月18日  | 大津   | 大阪鎮台   |
| 歩兵第10連隊 | 明治7年12月18日  | 姫路   | 大阪鎮台   |
| 歩兵第11連隊 | 明治8年9月9日    | 広島   | 広島鎮台   |
| 歩兵第12連隊 | 明治8年9月9日    | 丸亀   | 広島鎮台   |
| 歩兵第13連隊 | 明治8年9月9日    | 熊本   | 熊本鎮台   |
| 歩兵第14連隊 | 明治8年9月9日    | 小倉   | 熊本鎮台   |

| 歩兵連隊     | 軍旗授与        | 衛戍地 | 鎮台       |
| ------------ | --------------- | ------ | ---------- |
| 歩兵第15連隊 | 明治18年7月27日 | 高崎   | 東京鎮台   |
| 歩兵第16連隊 | 明治17年8月15日 | 新発田 | 仙台鎮台   |
| 歩兵第17連隊 | 明治19年8月17日 | 仙台   | 仙台鎮台   |
| 歩兵第18連隊 | 明治17年8月15日 | 豊橋   | 名古屋鎮台 |
| 歩兵第19連隊 | 明治19年8月23日 | 名古屋 | 名古屋鎮台 |
| 歩兵第20連隊 | 明治18年7月21日 | 大阪   | 大阪鎮台   |
| 歩兵第21連隊 | 明治19年8月17日 | 広島   | 広島鎮台   |
| 歩兵第22連隊 | 明治19年8月17日 | 松山   | 広島鎮台   |
| 歩兵第23連隊 | 明治19年8月17日 | 熊本   | 熊本鎮台   |
| 歩兵第24連隊 | 明治19年8月17日 | 福岡   | 熊本鎮台   |

- 歩兵第1連隊（東京）
東京鎮台→第1師団
- 歩兵第2連隊（佐倉→水戸）
当初は東京鎮台に所属し（その後、第1師団）、編成地は千葉県佐倉であったが、明治41年（1908年）9月に第14師団に移管され、茨城県水戸市に移駐する。シベリア出兵では沿海州方面警備のためハバロフスクに出動するが、第3大隊は尼港事件でパルチザンの襲撃によって全滅する。昭和19年（1944年）にパラオ諸島のペリリュー島の守備に就くこととなる。同年9月15日に同島に上陸した米第1海兵師団などを相手に長期の持久戦を展開するが、11月24日に連隊長中川州男大佐は軍旗を奉焼し、訣別電報を送り自決し、連隊は玉砕した（ペリリューの戦い）。太平洋戦争時の通称号は「照7746」。
- 歩兵第3連隊（東京）
東京鎮台→第1師団→第28師団
- 歩兵第4連隊（仙台）
明治8年（1875年）に仙台鎮台第1大隊と第3大隊とを以て編成された。明治8年（1875年）9月に軍旗を親授され明治21年（1888年）第2師団に所属。西南戦争・甲申政変での朝鮮派兵・日清戦争・台湾平定・日露戦争・満州事変・支那事変・ガダルカナル戦に参加する。昭和20年（1945年）8月31日にサイゴン近辺で軍旗を奉焼する。太平洋戦争時の通称号は「勇1301」。
- 歩兵第5連隊（青森）
明治4年（1871年）に東北鎮台第20番大隊（弘前町）が置かれる。明治11年（1878年）5月1日に連隊が編成され、明治12年（1879年）1月16日に軍旗が授与される。当初仙台鎮台、第2師団に所属したが、明治31年（1898年）に新設された第8師団に所属、明治35年（1902年）に連隊の一部が八甲田山中で遭難する（八甲田雪中行軍遭難事件）。日清戦争・日露戦争・満州事変（連隊を基幹とする第14混成旅団）に参加する。太平洋戦争時の通称号は「杉4715」。
- 歩兵第6連隊（名古屋）
明治7年（1874年）に編成され、名古屋鎮台、その後第3師団に所属し、日清戦争では平壌攻略に参加。日露戦争では南山、遼陽、沙河、奉天の会戦で活躍。シベリア出兵ではザバイカル方面に進出。第二次上海事変では昭和12年（1937年）8月に呉淞に上陸し、大場鎮攻略、南京攻略戦、徐州会戦、武漢攻略戦、宜昌作戦、漢水作戦、第二次長沙作戦、浙贛作戦、大陸打通作戦に参加。安徽省蕪湖で終戦。事変勃発以来8年間大陸に在り、この間無敗であった。太平洋戦争時の通称号は「幸3702」。
- 歩兵第7連隊（金沢）
当初は名古屋鎮台から第3師団に所属し、その後第9師団に所属、初代旗手は千田登文少尉。明治10年（1877年）2月22日に西南戦争への出兵が命ぜられ、第2大隊が西郷軍を追い詰める。明治27年（1894年）8月4日に日清戦争への動員令が下り、9月7日に広島を出航、同月13日仁川港に上陸する。日清戦争では赫々たる戦果を挙げ戦死者は36名である。日露戦争中の旅順攻略戦にて盤龍山東堡塁に突入し殆ど全滅、大内連隊長以下大隊長3名戦死。連隊旗が一時敵の手に渡るものの、荒島上等兵が自ら負傷しながらも奪還し第3軍司令官乃木希典大将から個人感状を受ける。第一次上海事変中の昭和7年（1932年）7月31日には林大八連隊長が戦死する。日中戦争では南京入城に参加する。連隊（長伊佐一男大佐）は、国際委員会の管理する安全区を厳重に守衛し、許可のない者は安全区内に立ち入らせなかった。太平洋戦争時の通称号は「武1524」、終戦時は台中にある。
- 歩兵第8連隊（大阪）
明治7年（1874年）に編成され、大阪鎮台その後第4師団に所属、第4師団の当初からの中核部隊であった。「またも負けたか8連隊･･･」という俗謡が当時から歌われていた連隊であるが、実際の8連隊は決して弱い連隊などではなく、その様な俗謡は確かな理由無しの極めて根拠薄弱な俗謡とされている。古くは佐賀の乱に従軍しており、西南戦争ではその勇戦奮戦により明治天皇から大変名誉ある「戦功ご嘉賞」の詔勅を賜っている。後は主要な戦争、事変の多くに従軍。太平洋戦争時の通称号は「淀4072」、終戦は玉砕全滅せずにタイのランパンで迎えている。
- 歩兵第9連隊（大津→京都）
当初は大阪鎮台から第4師団に所属し、その後第16師団に所属、「またも負けたか8連隊、それでは勲章9連隊」の9連隊として歌われていた歩兵連隊。昭和19年（1944年）レイテ島で玉砕。
- 歩兵第10連隊（大阪→姫路→岡山）
明治7年（1874年）12月18日に大阪鎮台姫路営所に編成された。明治7年（1874年）10月に歩兵第10連隊第1大隊第1中隊が大阪から移駐し、その後、明治17年（1884年）6月に歩兵第10連隊本体が姫路に移駐した。明治21年（1888年）に第4師団に編入された。明治31年（1898年）10月に第10師団に編入された。大正14年（1925年）に姫路から岡山へ転営する。西南戦争・日清戦争・日露戦争・支那事変の漢口作戦に参加する。復元された同連隊の軍旗が岡山県護国神社に展示されている。
- 歩兵第11連隊（広島）
明治8年（1875年）に編成され、広島鎮台、その後第5師団に所属。壬午事変に参加する。
昭和16年（1941年）軍政改革で歩兵第一補充隊と改称・再編される。
同年12月8日マレー作戦に参加すると共に南太平洋諸島に展開。太平洋戦争時の通称号は「鯉5173」。
- 歩兵第12連隊（丸亀）
広島鎮台→第5師団→第11師団
- 歩兵第13連隊（熊本）
熊本鎮台→第6師団
- 歩兵第14連隊（小倉）
熊本鎮台→第6師団→第12師団→第25師団。太平洋戦争時の通称号は「国4903」。
西南の役中の明治10年（1877年）2月22日に西郷軍によって、軍旗を奪われる。連隊長心得であった乃木希典少佐は、大正元年（1912年）9月30日に殉死するがその遺言中に「明治十年の役に於いて軍旗を失ひ、その後死所を得度心掛侯も其の機を得ず」と述べる。
- 歩兵第15連隊（高崎）
東京鎮台→第1師団→第14師団。太平洋戦争時の通称号は「照7757」。
- 歩兵第16連隊（新発田）
明治17年（1884年）6月に編成され、仙台鎮台から第2師団に所属し、その後第13師団所属を経て、再度第2師団に所属。日清戦争・日露戦争・シベリア出兵、満州事変、支那事変、ノモンハン事件、太平洋戦争に参加する 。太平洋戦争時の通称号は「勇1302」。
- 歩兵第17連隊（仙台→秋田）
明治19年（1886年）8月仙台に創設。当初仙台鎮台に所属し第2師団所属から、日清戦争後の第8師団新設により編入され、秋田に移駐。シベリア出兵に参加。満州事変による第8師団の満州移駐に伴い、牡丹江省の守備にあたる。太平洋戦争時の通称号は「杉4717」。昭和19年（1944年）8月にフィリピン戦線に投入され、ルソン島に上陸。上陸時、約3千人だった人員は、終戦時には900名余りであった。軍旗は終戦後、奉焼されるが、一部は持ち帰られ、現在秋田駐屯地に展示されている。
- 歩兵第18連隊（名古屋→豊橋）
明治17年（1884年）に名古屋にて編成される。明治18年（1885年）5月10日に豊橋に移営する。名古屋鎮台→第3師団→第15師団→第3師団→第29師団。太平洋戦争時の通称号は「雷3219」。
- 歩兵第19連隊（名古屋→敦賀）
名古屋鎮台→第3師団→第9師団→第16師団→第9師団
- 歩兵第20連隊（大阪→福知山）
大阪鎮台→第4師団→第10師団→第16師団
- 歩兵第21連隊（広島→浜田）
広島鎮台→第5師団→第17師団→第5師団。太平洋戦争時の通称号は「鯉5714」。
跡地は浜田第一中学校、島根県立浜田高等学校
- 歩兵第22連隊（松山）
通称「伊予の肉弾連隊」広島鎮台→第5師団→第11師団→第5師団→第11師団→第24師団
日露戦争の旅順攻略、上海事変で活躍した。昭和20年（1945年）6月沖縄戦で玉砕。
- 歩兵第23連隊（熊本→都城）
熊本鎮台→第6師団
- 歩兵第24連隊（福岡）
熊本鎮台→第6師団→第12師団
- 歩兵第25連隊（豊平町月寒）
明治33年（1900年）12月22日軍旗授与。当初は第7師団、昭和14年（1939年）から樺太混成旅団に属していた。旅団が第88師団に改編になった後も所属し樺太南部の防衛に当った。
- 歩兵第26連隊（旭川）
明治33年（1900年）12月22日軍旗授与。所属師団は第7師団。奉天会戦で連隊長戦死。
- 歩兵第27連隊（旭川）
明治33年（1900年）12月22日軍旗授与。所属師団は第7師団。昭和19年から釧路地区防衛のため釧路市及び同周辺地域に進出しそのまま終戦。なお、釧路には同じ番号を冠する陸上自衛隊第27普通科連隊が所在している。
- 歩兵第28連隊（旭川）
明治33年（1900年）12月22日軍旗授与、昭和19年（1944年）3月1日に再授与。所属師団は第7師団。ガダルカナル戦で一木清直大佐は自決し連隊主力の一木支隊は全滅する。
- 歩兵第29連隊（仙台→若松）
明治31年3月24日軍旗授与。所属師団は第2師団。
- 歩兵第30連隊（新津→村松→高田）
明治31年（1898年）3月24日軍旗授与。所属師団は第2師団→第13師団→第2師団→第28師団。
- 歩兵第31連隊（弘前）
明治31年（1898年）3月24日軍旗授与。所属師団は第8師団。
- 歩兵第32連隊（秋田→山形）
明治31年（1898年）3月24日軍旗授与。創設時の第8師団に所属、その後第2師団所属から再度第8師団所属を経て、太平洋戦争時は第24師団に所属し通称号は「山3475」、昭和20年（1945年）沖縄で玉砕。跡地は旧山形城跡の霞城（かじょう）公園。
- 歩兵第33連隊（守山→久居）
明治31年（1898年）3月24日軍旗授与。創設時は第3師団隷下で日露戦争に参加。奉天会戦での三軒家の死闘（連隊長戦死）により奥軍司令官から全軍布告。宇垣軍縮により第16師団隷下へ。満州での警備、シナ事変での南京攻略戦、武漢攻略戦等に参戦。日米開戦後はフィリピン攻略戦に参加。バターン作戦後にはルソン島の警備に就くが、昭和19年（1944年）9月レイテ島に派遣、同年10月の米軍レイテ侵攻に際しては、米第10軍団の2個師団の上陸（正面約12キロ）を実質5個中隊で迎撃せざるを得ず数日で連隊主力は壊滅、連隊長戦死。なお、歩兵第33連隊が置かれていた久居に同じ番号を冠する陸上自衛隊第33普通科連隊が所在している。
- 歩兵第34連隊（静岡）
明治31年（1898年）3月24日軍旗授与。第3師団所属から第15師団所属を経て再度第3師団に所属。日露戦争の遼陽会戦の首山堡争奪では連隊長が戦死したほか、第1大隊長の橘周太少佐（戦死後陸軍歩兵中佐正六位勲四等功四級）が壮烈な戦死を遂げて首山堡確保の殊勲を挙げた。なお、歩兵第34連隊が置かれていた静岡に同じ番号を冠する陸上自衛隊第34普通科連隊が所在している。
- 歩兵第35連隊（金沢→富山）
明治31年（1898年）3月24日軍旗授与。所属師団は第9師団。日露戦争では乃木第3軍に属し旅順攻囲戦、奉天会戦に参加し満身創痍となる。その後シベリア出兵、山東出兵、第一次上海事変、第二次上海事変、南京攻略戦などに歴戦。太平洋戦争時は満州の守備についていたが、昭和19年（1944年）第32軍に編入され沖縄の守備につく。しかし沖縄戦直前に台湾に配置替えとなり、ほとんど無傷のまま終戦を迎えた。
- 歩兵第39連隊（姫路）
血染めの軍旗（血染めの連隊旗）と謳われ尊崇されていた。フィリピン防衛戦では建武集団として奮戦した。沙河会戦、フィリピン防衛戦などでの戦歴を見る限り白兵戦、ゲリラ戦が得意な連隊だと思われる。
- 歩兵第41連隊（広島→福山）
明治31年（1898年）3月24日軍旗授与。所属師団は第5師団→第17師団→第5師団→河村支隊・南海支隊、再建後第30師団。
- 歩兵第42連隊（山口）
明治31年（1898年）3月24日軍旗授与。所属師団は第5師団。
- 歩兵第43連隊（徳島）
明治31年軍旗（1898年）授与。
- 歩兵第47連隊（小倉→大分）
明治31年（1898年）3月24日軍旗授与。所属師団は第12師団→第6師団→第48師団。
- 歩兵第48連隊（久留米）
明治31年（1898年）3月24日軍旗授与。所属師団は第12師団→第18師団→第12師団。
- 歩兵第49連隊（東京→甲府）
明治38年（1905年）4月15日軍旗授与、明治39年（1906年）10月2日に再授与。当初は第13師団に所属しその後第1師団に所属。昭和19年（1944年）11月、レイテ島で大部分が壊滅。残存兵力はセブ島に移駐しそこで終戦を迎える。
- 歩兵第51連隊（名古屋→久居）
第3師団隷下でシベリア出兵に参加。大正14年（1925年）、宇垣軍縮により廃止。廃止時の連隊長は小磯国昭。昭和13年（1938年）再編され第15師団隷下となる。昭和19年（1944年）インパール作戦に参加。師団の左突進隊として部署された。終戦時はタイで連合国軍の管理下へ。
- 歩兵第53連隊（大阪→奈良）
大正14年（1925年）、宇垣軍縮により廃止。
- 歩兵第54連隊（善通寺→岡山）
大正14年（1925年）、宇垣軍縮により廃止。
- 歩兵第55連隊（広島→佐賀）
大正14年（1925年）、宇垣軍縮により廃止。
- 歩兵第65連隊（若松）
石原莞爾によれば東北の各連隊の嫌われ者を集めて新設したが、それが一致団結して日本の軍隊中に於いても最も緊張した活気に満ちた連隊であったという。
- 歩兵第68連隊（岐阜）
明治41年（1908年）5月8日軍旗授与。所属師団は第3師団。
- 歩兵第70連隊（篠山）
「丹波の鬼」と称された勇猛な歩兵連隊。
- 歩兵第124連隊（福岡）
「菊兵団」と称した第18師団に属し、南支の敵前上陸、ボルネオ島戦参加。その後、川口支隊の基幹部隊となって師団から分離され、ガダルカナル戦に参加。インパールでも活躍する。

### 近衛歩兵連隊
近衛歩兵連隊が第1から第10連隊まで置かれた。近衛歩兵連隊は、近衛師団創設後は同師団（後に近衛第1から第3師団に分かれた）に属した。
|                  | 軍旗授与         | 衛戍地 | 創設時 | 師団創設後 | 第二次世界大戦中 | 大戦末期    | 最終位置         |
| ---------------- | ---------------- | ------ | ------ | ---------- | ---------------- | ----------- | ---------------- |
| 近衛歩兵第1連隊  | 明治7年1月23日   | 東京   | 近衛局 | 近衛師団   | 近衛混成旅団     | 近衛第1師団 | 東京・皇居       |
| 近衛歩兵第2連隊  | 明治7年1月23日   | 東京   | 近衛局 | 近衛師団   | 近衛混成旅団     | 近衛第1師団 | 東京・皇居       |
| 近衛歩兵第3連隊  | 明治18年10月25日 | 東京   | 近衛   | 近衛師団   | 近衛師団         | 近衛第2師団 | スマトラ島メダン |
| 近衛歩兵第4連隊  | 明治20年5月24日  | 甲府   | 近衛   | 近衛師団   | 近衛師団         | 近衛第2師団 | スマトラ島メダン |
| 近衛歩兵第5連隊  | 昭和14年10月25日 | 佐倉   |        |            | 近衛師団         | 近衛第2師団 | スマトラ島メダン |
| 近衛歩兵第6連隊  | 昭和18年9月7日   | 東京   |        |            |                  | 近衛第1師団 | 東京・皇居       |
| 近衛歩兵第7連隊  | 昭和18年9月7日   | 東京   |        |            |                  | 近衛第1師団 | 東京・皇居       |
| 近衛歩兵第8連隊  | 昭和19年4月26日  | 東京   |        |            |                  | 近衛第3師団 | 千葉県成東       |
| 近衛歩兵第9連隊  | 昭和19年4月26日  | 甲府   |        |            |                  | 近衛第3師団 | 千葉県成東       |
| 近衛歩兵第10連隊 | 昭和19年4月26日  | 佐倉   |        |            |                  | 近衛第3師団 | 千葉県成東       |

- 近衛歩兵第1連隊（東京）
明治7年（1874年）1月20日に編成され、同年同月23日に軍旗を親授される。編成に際して明治天皇より「近衛歩兵第一聯隊編制成ルヲ告ク依テ今軍旗一旒ヲ授ク汝軍人等協力同心シテ益威武ヲ宣揚シ以テ国家ヲ保護セヨ」との勅語を賜りそれに対して連隊長が「敬テ明勅ヲ奉ス臣等死力ヲ渇シ誓テ国家ヲ保護セン」と奉答する。東宮は本連隊付となる通例で、嘉仁親王（後の大正天皇）・大正元年（1912年）9月以降は裕仁親王（後の昭和天皇）も近衛歩兵第1連隊付となっていた。西南の役に出征したほか、日清戦争では台湾の蕃族征討に当たる。日露戦争では第1軍隷下として奉天会戦等に参加する。日中戦争では昭和14年（1939年）11月2日に動員が下令される。大東亜戦争中には宮城の守護に当たる。昭和20年（1945年）5月25日に米軍機によって皇居が爆撃された際には消火に当たる。昭和20年（1945年）8月25日に軍旗奉焼。
日露戦争中の明治37年（1904年）6月15日には、後備近衛歩兵第1連隊長須知源次郎陸軍歩兵中佐指揮の1100名以上の兵員を乗せた輸送船の常陸丸がロシア艦隊に遭遇し撃沈される（常陸丸事件）。
- 近衛歩兵第2連隊（東京）
明治7年（1874年）1月23日に近衛歩兵第1連隊と同日に軍旗を親授される。佐賀の乱に出征するも会戦の機会なく帰還する。西南戦争では田原坂の戦い等に参加する。日清戦争では台湾平定に当たる。日露戦争では明治37年（1904年）2月4日に動員下令され、奉天会戦等に参加する。昭和15年（1940年）9月26日に北部仏印進駐の印度支那派遣軍の基幹部隊としてハイフォン港に進駐する。昭和16年（1941年）8月に東京に帰還する。大東亜戦争中は宮城の守護に当たる。昭和20年（1945年）8月25日に軍旗奉焼。

### 台湾歩兵連隊
台湾歩兵連隊は2個置かれ、日中戦争開戦以前は台湾守備隊に属していた。太平洋戦争では第48師団に属しフィリピン攻略と蘭印作戦の主力を務めた。
- 台湾歩兵第1連隊
明治40年（1907年）11月7日軍旗授与。

台湾歩兵第1連隊（本隊）- 台北
台湾歩兵第1連隊（第3大隊）- 台中
連隊長
岩田正吉 大佐：1907年9月16日 - 1910年5月14日
奥村信猛 大佐：1910年5月14日 - 1912年11月30日
鈴木秀五郎 大佐：1912年11月30日 - 1916年1月21日
藤田直太郎 大佐：1916年1月21日 -
新井亀太郎 大佐：不詳 - 1921年7月20日
鈴木義雄 大佐：1921年7月20日 -
浜島高義 大佐：1923年8月6日 -
仁礼精粋 大佐：1931年8月1日 - 1933年3月18日
佐藤要 大佐(23期)：1937年3月1日 - 1937年7月15日
石本貞直 大佐(22期)：1938年7月15日 - 1939年8月1日
林義秀 大佐(26期) ：1939年8月1日 - 1940年12月2日
高嶋辰彦 大佐(30期)：1940年12月2日 - 1941年10月15日
今井一二三 大佐(30期)：1941年10月15日 - 1942年11月9日
恒岡小文吾 大佐
- 台湾歩兵第2連隊
明治40年（1907年）11月7日軍旗授与。

台湾歩兵第2連隊（本隊）- 台南
台湾歩兵第2連隊（第3大隊）- 高雄
連隊長
杉村愿簡 大佐：1907年9月16日 -
竹下平作 大佐：1908年12月21日 - 1911年10月24日
吉野文四郎 大佐：1911年10月24日 - 1913年8月22日
阿久津秀夫 大佐：1913年8月22日 - 1915年8月10日
松山良朔 大佐：1915年8月10日 - 1917年8月6日
守永弥惣次 大佐：1917年8月6日 -
松野亀雄 大佐：1921年6月28日 -
篠原四郎 大佐：1923年8月6日 -
青木敬一 大佐：1934年3月5日 - 1936年3月7日
高橋良 大佐：1936年3月7日 -
平田正判 大佐(25期)：1938年7月15日 - 1939年3月9日
田中透 少将(26期)：1941年10月15日 - 終戦

### 支那駐屯歩兵連隊
北清事変（義和団の乱）に際して、清朝による外国公館保護が十分でなかったことから、列強は自国の公館を防衛するため軍隊を駐屯させる権利を得た。これに基いて、日本も天津に清国駐屯軍（後に支那駐屯軍に改称）を駐屯させ、その隷下に北平駐屯歩兵隊と天津駐屯歩兵隊を置いた。その後、昭和11年（1936年）4月18日に支那駐屯軍を強化したのにともない、北平駐屯歩兵隊を支那駐屯歩兵第1連隊に、天津駐屯歩兵隊を支那駐屯歩兵第2連隊に改編した。
昭和12年（1937年）7月7日に盧溝橋事件が発生し日中戦争が勃発、同年8月31日に支那駐屯軍を第1軍に改編し廃止した際直轄部隊は支那駐屯混成旅団に改編され、翌昭和13年（1938年）3月12日に支那駐屯兵団と改称した際に支那駐屯歩兵第3連隊が設けられた。
支那駐屯軍廃止以前は支那駐屯歩兵旅団、廃止後は支那駐屯混成旅団、昭和13年（1938年）3月12日から支那駐屯兵団に、同年6月21日からは第27師団に属した。

### 独立歩兵連隊
独立歩兵連隊は関東軍の独立混成第11旅団に属していたが、後に第26師団に属することとなった。各独立歩兵連隊は第26師団に属して以降も「独立歩兵第○○連隊」を称し続けた。

### その他の歩兵連隊
以上のほか、部隊名に「歩兵連隊」が含まれるが、特殊な性格のものとして以下がある。
- 機動歩兵連隊：戦車師団に所属する機械化歩兵部隊。3個連隊が存在。
- 滑空歩兵連隊：空挺部隊の一種でグライダーによる侵攻を行う。挺進団に属し大隊結節を持たず、実質は歩兵大隊規模。2個連隊が存在。

### 歩兵連隊の定員（明治23年平時編制）
明治23年（1890年）11月1日制定時の「陸軍定員令」（明治23年11月1日勅令第267号）によると、当時の歩兵連隊の平時定員は次の通りであった。1個連隊は3個大隊12個中隊から構成されていた。なお、本章において単に「軍曹」としたものは1等軍曹（判任官3等）又は2等軍曹（判任官4等）の意味である。また、諸工長は1等軍曹相当官であり、諸工下長は2等軍曹相当官である。
- 連隊本部（連隊長以下41名、乗馬5匹）

連隊長：大佐又は中佐
連隊附：少佐
副官：大尉
連隊旗手：少尉
武器掛：軍曹
喇叭長：軍曹
書記2名：軍曹
2等軍医正（少佐相当官、3個大隊のうち1つの軍医を兼ねる）
縫工長又は縫工下長1名
縫工20名
靴工長又は靴工下長1名
靴工10名
- 大隊本部（大隊長以下16名、乗馬3匹）
- 中隊（中隊長以下136名）

この内、連隊長、連隊附少佐、連隊副官、2等軍医正、大隊長及び大隊副官が乗馬本分者であり、連隊長及び大隊長には乗馬2匹が用意される。
よって、連隊全体では、将校70名、准士官下士145名、兵卒1,440名、各部66名の総計1,721名、軍馬14匹が定員となっていた。

### 行事
軍旗祭等の行事も行われた。

## 陸上自衛隊

### 普通科連隊（管区隊隷下）
警察予備隊では、同時期のアメリカ陸軍の3単位制歩兵師団に準拠した管区隊4個を基本作戦単位としており、その基幹となる普通科連隊も、アメリカ陸軍の歩兵連隊に準じた編制を採用していた。下記のように隷下には戦車部隊（特車中隊）や工兵部隊（工作補給小隊）もいるほか、幕僚もおり、日本陸軍出身者からするとミニ師団というべき贅沢な編制であった。普通科大隊隷下の小銃中隊・重火器中隊および連隊長直轄の重迫撃砲中隊・特車中隊には通し番号が振られており、重火器中隊が第4・8・12中隊、重迫撃砲中隊が第13中隊、特車中隊が第14中隊であった。豊富な無反動砲・迫撃砲と車両装備も日本陸軍出身者にとっては印象的だったが、一部の装備は警察予備隊時代には充足しなかった。
この編制は保安隊でも踏襲されたが、陸上自衛隊への移行の際に、普通科連隊の第14中隊（特車中隊）の廃止や小銃中隊の火器小隊の迫撃砲小隊への改編（57mm無反動砲の廃止）、連隊本部中隊および管理中隊の圧縮などが行われた。また陸上自衛隊では、10個作戦単位の整備を目指して管区隊を6個に増設するとともに、これを補完する4個混成団の編成に着手した。
なお発足当時は普通科など付かずに単に「第〇連隊」と称されていたが、職種が制定されたことで「普通科第〇連隊」と称されるようになり、陸上自衛隊への移行とあわせて「第〇普通科連隊」と称されるようになった。
警察予備隊時代の編制
- 普通科連隊（3,210名）
  - 本部および本部中隊（201名）：通信小隊、対射撃小隊、調査偵察小隊、工作補給小隊、警備小隊などが設置されていた[21]。
  - 管理中隊（124名）：総務・補給・整備など管理支援にあたっていた[21]。
  - 3個普通科大隊（各805名）
    - 大隊本部中隊
    - 3個小銃中隊
      - 中隊本部
      - 3個小銃小隊：3個小銃分隊のほか、3.5インチロケット発射筒1門を有する火器分隊があった[21]。
      - 火器小隊：60mm迫撃砲3門、57mm無反動砲3門[21]。

    - 重火器中隊：第1小隊は機関銃8丁、第2小隊は75mm無反動砲4門、第3小隊は81mm迫撃砲4門[21]。

  - 重迫撃砲中隊：編制では107mm重迫撃砲12門とされていたが、当初は81mm迫撃砲で代替されていた[21]。
  - 特車中隊：編制では特車22両とされていたが、実際に特車が充足されたのは保安隊になってからだった[21]。
  - 衛生中隊（176名）

### 普通科連隊（混成団隷下）
10個作戦単位の整備を目指して管区隊を6個に増設するとともに、これを補完する4個混成団の編成に着手した。当初、これは機動運用を前提とした機械化部隊とする予定であったが、装備品を確保できず、結局は管区隊の単なる縮小版となった。管区隊では3個ある普通科連隊が混成団では1個のみになったため、予備兵力確保のため普通科大隊が4個に増設されたほか、普戦協同の観点から特車中隊が普通科連隊の隷下に入った。
混成団隷下の普通科連隊の一覧
- 第18普通科連隊（真駒内駐屯地）第7混成団：
  - 1956年（昭和31年）1月25日：第7混成団新編に伴い、隷下に編入。第4大隊および特車中隊が編成完結。
- 第12普通科連隊（国分駐屯地）第8混成団
  - 1956年（昭和31年）1月26日：第8混成団新編に伴い、隷下に編入。第4大隊および特車中隊が編成完結。
- 第5普通科連隊（八戸駐屯地）第9混成団
  - 1957年（昭和32年）2月21日：第9混成団新編に伴い、隷下に編入。
- 第14普通科連隊（金沢駐屯地）第10混成団
  - 1958年（昭和33年）6月26日：第10混成団新編に伴い、隷下に編入。

### 普通科連隊（師団隷下）

#### 13個師団体制の時代
1961年（昭和36年）度より、6個管区隊・4個混成団体制から13個師団体制へと移行するにあたり、普通科連隊の編制も大規模に改訂された。従来の普通科連隊は、3単位制の管区隊にあわせて編制が大規模になっていたため、隘路を一夜の機動で通過しきれない場合があるなど、小規模な平地が点在する日本の国土・地形の特性に不適な面が指摘されていた。このことから、13個師団体制においては4単位制を基本とするように変更し、連隊を増設する一方で、個々の連隊の規模を縮小することとなった。
普通科連隊における最大の変更点が大隊結節の消失で、連隊長が4個普通科中隊、本部管理中隊、重迫撃砲中隊を直轄する編制となった。大隊の隷下にあった重火器中隊も消失し、機関銃は小銃分隊に組み入れられ、81mm迫撃砲は迫撃砲小隊に引き継がれ、無反動砲小隊も装備を106mm無反動砲に更新して小銃中隊の隷下に入った。これらの改編に伴って小銃中隊は普通科中隊、小銃分隊は小銃班と改称された。
この改編によって人員数はほぼ半減し、通信機能の強化もあって軽快な運用が可能となった。連隊単位での戦闘能力の低下には不満もあり、旧陸軍の軍人からは「増強歩兵大隊」とも揶揄されたが、実際には師団の戦車・特科部隊などを配属されて連隊戦闘団（RCT）として行動することもあって、時間が経つに連れて不満は薄れていった。
その後、小銃小隊の3.5インチロケット発射筒は89mmロケット発射筒、ついで84mm無反動砲へと更新されていった。また普通科中隊の無反動砲小隊に装備されていた106mm無反動砲が対戦車ミサイルに更新されると、部隊名は対戦車小隊に変更された。更に、後に対戦車隊が廃隊となった師団では、その機能は普通科連隊に組み込まれ、連隊の下にも対戦車中隊が編成されていった。
13個師団体制時代の編制
- 普通科連隊（約1,200名）
  - 連隊本部
  - 本部管理中隊
    - 中隊本部
    - 連隊本部班
    - 人事班
    - 管理整備小隊
    - 施設作業小隊

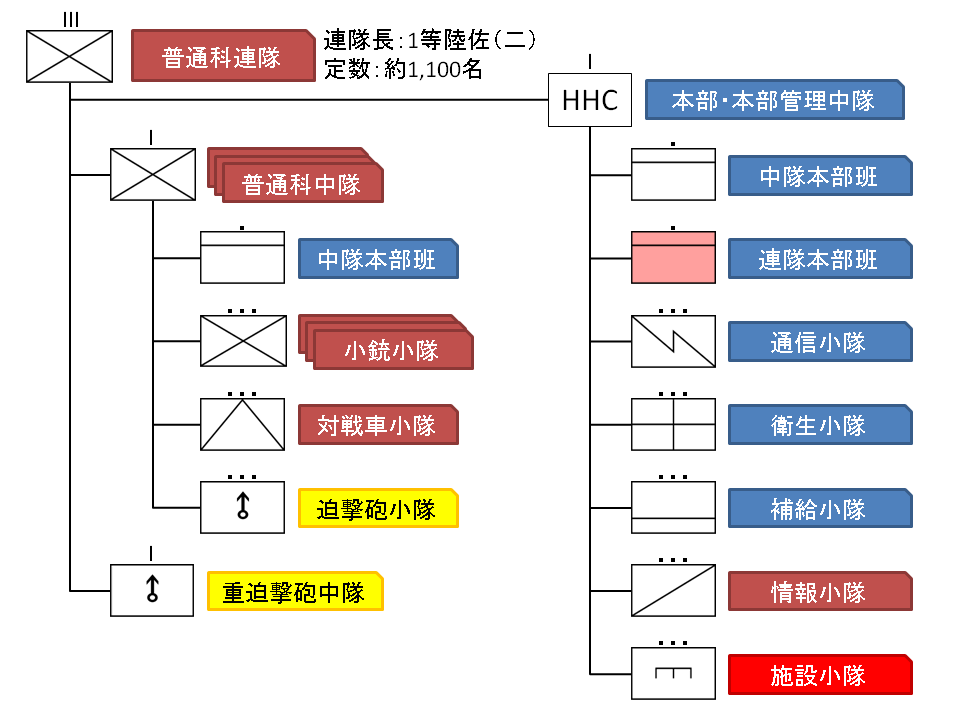
13個師団体制時代の編制例

    - 情報小隊：オートバイとジープを有する斥候部隊で、1967年（昭和42年）度からはレーダーの装備も開始した。
    - 通信小隊
    - 衛生小隊
    - 対射撃分隊

  - 4個普通科中隊
    - 中隊本部
    - 4個小銃小隊
    - 無反動砲小隊（106mm無反動砲4門）
    - 迫撃砲小隊（81mm迫撃砲4門）

  - 重迫撃砲中隊
    - 中隊本部
    - 4個小隊（107mm重迫撃砲3門）

#### 9個師団体制の時代
冷戦終結などの内外情勢の変化を受けて、1995年（平成7年）に閣議決定された防衛計画の大綱（07大綱）に基づき、陸上自衛隊は9個師団体制へ移行するとともに、各作戦単位は機能別に分化することになった。北海道の部隊はあらゆる事態に対応しうる編制を維持した「総合近代化師団」とされる一方、それ以外の地域の部隊は重装備を効率化した「即応近代化師団」とされ、後者については特に地域の特性にあわせた政経中枢タイプと離島タイプも派生した。
これらの普通科連隊では普通科中隊のうち1個が装甲化されており、即応近代化師団においては軽装甲機動車、総合近代化師団では96式装輪装甲車が用いられる。その他の中隊も、高機動車によって自動車化されている。政経中枢タイプの即応近代化師団については、2002年（平成14年）に第1師団が改編される際、隷下の普通科連隊の重迫撃砲中隊を廃止する一方、普通科中隊を5個に強化した。ただし重迫撃砲中隊の廃止は師団の固有火力の絶対的な低下を招いたことから、2006年（平成18年）に第3師団が政経中枢タイプ即応近代化師団に改編された際には重迫撃砲中隊の廃止は行われず、第5普通科中隊の純増という形で改編された。また第1師団でも、廃止された第6地対艦ミサイル連隊の要員を充てる形で、2011年（平成23年）には重迫撃砲中隊を復活させた。

### 普通科連隊（旅団隷下）
07大綱に基づく9個師団体制への移行に伴い、4個師団が旅団に縮小改編されるとともに、13個師団体制下で新編されていた2個混成団も旅団に改編された。旅団の下の結節としては、当初は2等陸佐を指揮官とする普通科大隊4個を配置することも検討されたが、結局は1等陸佐を指揮官とする普通科連隊が存続することになった。これは旅団の基幹となる戦術単位として、戦闘団を編成して行動する場合に、2等陸佐では諸職種連合部隊の指揮に不安が残ると判断されたためとされる。
旅団隷下の普通科連隊は「普通科連隊（軽）」と通称され、普通科中隊は3個に削減されたほか、重迫撃砲中隊も廃止されて本部管理中隊に重迫撃砲小隊を組み込む形となっており、定員は600－700名に削減されている。2004年（平成16年）に第5師団が旅団に縮小改編された際には、同旅団隷下の第4・6・27普通科連隊だけは4個普通科中隊を基幹としており、定員約750名と、他の連隊よりも100名多かったが、2011年（平成23年）の総合近代化旅団への改編時に他の旅団と同様に削減された。一方、第14旅団が機動旅団に改編される際に、その隷下の第50普通科連隊には重迫撃砲中隊が再編された。第12旅団の改編の際にも第2・第13・第30普通科連隊に重迫撃砲中隊が再編された。
「旅団隷下の普通科連隊の一覧」を参照

### 普通科連隊（方面混成団隷下）
2006年（平成18年）3月27日に東北方面混成団が第9師団隷下の第38普通科連隊等を編合して編成された。方面混成団隷下の普通科連隊は即応予備自衛官を主体として構成されるコア部隊で通常の編成から改編された連隊とコア部隊として新編された連隊がある。東北方面混成団新編以降、1個普通科連隊を有する方面混成団が各方面隊隷下に編成された。連隊の編制は、方面混成団へ異動するまでは所属する師団・旅団の普通科連隊と同じであったが、逐次師団普通科連隊と同等の編制に増強改編されている。また、一部の連隊は隷下の普通科中隊を別の駐屯地へ分派している。2013年（平成25年）3月26日には東部方面混成団に第12旅団隷下の第48普通科連隊（コア部隊）が、2014年（平成26年）3月26日には中部方面混成団に第10師団隷下の第49普通科連隊（コア部隊）が、2018年（平成30年）3月27日には西部方面混成団に第8師団隷下の第24普通科連隊（コア部隊）が編合され東部、中部、西部の各方面混成団は2個普通科連隊を有することとなった。
「方面混成団隷下の普通科連隊の一覧」を参照

### 普通科連隊等の沿革
この節は、普通科連隊等に関する記事の沿革のまとめであり、編成等の歴史を一元的に確認できるようにすることを目的としている。
出典等は該当部隊等の各記事を確認のこと。
警察予備隊
- 1951年（昭和26年）
  - 5月1日：

  1. 第1連隊（連隊本部、直轄中隊および第1、第2大隊）が久里浜駐屯地で新編。第1管区隊に隷属。第3大隊は豊川駐屯地に配置。
  2. 第2連隊が松本駐屯地で新編。第1管区隊に隷属。
  3. 第3連隊（第3大隊欠）が高田駐屯地で新編。第1管区隊に隷属。
  4. 第4連隊（連隊本部、本部中隊、第1大隊および第2大隊）が帯広駐屯地で新編。第2管区隊に隷属。第3大隊（本部中隊、第9、10、11、12、13、14中隊）は遠軽駐屯地に配置。
  5. 第5連隊（連隊本部、本部中隊、第1大隊および第2大隊）が金沢駐屯地で新編。第1管区隊に隷属。第3大隊は函館駐屯地に配置。
  6. 第6連隊（連隊本部、本部中隊、第1大隊および第2大隊）が宇都宮駐屯地で新編。第1管区隊に隷属。第3大隊は船岡駐屯地に配置。
  7. 第7連隊（連隊本部および第1大隊）が水島駐屯地で新編。第3管区隊に隷属。第2大隊は福山駐屯地、第3大隊及び第14中隊は舞鶴駐屯地に配置。
  8. 第8連隊（連隊本部および第1大隊）が広島県呉市広で新編。第3管区隊に隷属。第2大隊は海田市駐屯地、第3大隊は米子駐屯地に配置。
  9. 第9連隊（連隊本部、本部中隊、第1大隊および第2大隊）が善通寺駐屯地で新編。第3管区隊に隷属。第3大隊は松山駐屯地に配置。
  10. 第10連隊（連隊本部、本部中隊、第1大隊および第2大隊）が福岡駐屯地で新編。第4管区隊に隷属。第3大隊は針尾駐屯地に配置。
  11. 第11連隊（連隊本部および第1大隊）が小月駐屯地で新編。第4管区隊に隷属。第2大隊は曾根駐屯地、第3大隊は中津駐屯地に配置。
  12. 第12連隊（連隊本部、本部中隊、第1大隊および第2大隊）が鹿屋駐屯地で新編。第4管区隊に隷属。第3大隊は熊本駐屯地に配置。

  - 9月25日：第1連隊が（連隊本部、直轄中隊および第1大隊）が久里浜駐屯地から練馬駐屯地へ移駐。
  - 10月1日：第5連隊第1大隊が金沢駐屯地から青森駐屯地に移駐。
- 1952年（昭和27年）
  - 1月15日：第11連隊第3大隊（中津駐屯地）が第10連隊第3大隊に改称。
  - 1月19日：部隊改編。

  1. 第1連隊第2大隊が第6連隊第3大隊に、新町駐屯地の第2連隊第3大隊が第2大隊として第1連隊に編入。
  2. 第3連隊本部が第6連隊本部に、第3連隊第1大隊が第6連隊第3大隊に、第2大隊が第62連隊第2大隊に改称。第3連隊第3大隊（金沢駐屯地）を第2連隊に編入。
  3. 第4連隊第3大隊（遠軽駐屯地）が第6連隊第2大隊に改称。
  4. 第5連隊第3大隊（函館駐屯地）が第4連隊第3大隊に改称。
  5. 第6連隊連隊本部、第1大隊、第2大隊（宇都宮駐屯地）が第3連隊に改称。
  6. 第6連隊第3大隊（船岡駐屯地）が第5連隊第3大隊に改称。
  7. 第6連隊が第3連隊本部（高田駐屯地）、第62連隊第2大隊（美幌駐屯地）、第4連隊第3大隊（遠軽駐屯地）、第1連隊第2大隊（久里浜駐屯地）を編合して再編成。
  8. 第7連隊本部および第1大隊が水島駐屯地から福知山駐屯地に移駐。
  9. 第7連隊第2大隊（福山駐屯地）が第8連隊第3大隊に改称。
  10. 第8連隊第3大隊（米子駐屯地）が第7連隊第2大隊に改称。
  11. 第10連隊第3大隊（針尾駐屯地）が第12連隊第3大隊に改称。
  12. 第11連隊第3大隊（中津駐屯地）が第10連隊第3大隊に改称。
  13. 第12連隊第3大隊（熊本駐屯地）が第10連隊第2大隊に改称。

  - 1月20日：第10連隊第2大隊（福岡駐屯地）が第11連隊第3大隊に改称。
  - 1月23日：第10連隊本部および第1大隊が福岡駐屯地から針尾駐屯地に移駐。
  - 1月26日：第6連隊本部が高田駐屯地から美幌駐屯地に移駐。
  - 3月6日：第5連隊本部および直轄中隊が青森駐屯地へ、第5連隊第2大隊が金沢駐屯地から秋田駐屯地へ移駐し、第5連隊は第2管区隊隷下に編入。
  - 6月24日：第7連隊第3大隊が久居駐屯地から富士駐屯地へ移駐。
  - 6月25日：第7連隊第14中隊が舞鶴駐屯地から福知山駐屯地に移駐。
  - 7月7日：第10連隊の主力が針尾駐屯地から大村駐屯地に移駐。
  - 7月9日：第7連隊第3大隊が舞鶴駐屯地から久居駐屯地に移駐。
  - 8月5日：第12連隊第2大隊が鹿屋駐屯地から都城駐屯地へ移駐。

保安隊
- 1952年（昭和27年）
  - 10月15日：保安隊が発足。
  - 10月18日：第6連隊隷下に駐屯地管理隊・福祉隊（後の美幌駐屯地業務隊）が編成。

- 1953年（昭和28年）
  - 2月5日：第6普通科連隊第3大隊が久里浜駐屯地より旭川駐屯地に移駐。連隊全部が北海道に移駐。
  - 3月11日：第3連隊第1大隊、第2大隊が宇都宮駐屯地から名寄駐屯地に移駐し、第2管区隊に隷属。
  - 3月26日：第3連隊第3大隊が高田駐屯地から名寄駐屯地に移駐。
  - 3月28日：第2連隊本部、直轄中隊および第2大隊が松本駐屯地から高田駐屯地へ移駐。
  - 4月1日：奥羽4県の警備が第1管区隊に移管されたことにより、第5連隊が第1管区隊に隷属。
  - 5月21日：

  1. 第2連隊第3大隊が金沢駐屯地から新発田駐屯地に移駐。
  2. 第8連隊第3大隊が信太山駐屯地から水島駐屯地に移駐。

  - 9月1日：駐屯地管理隊、福祉隊が美幌駐屯地業務隊に改編。
  - 10月5日：第4連隊第3大隊が函館駐屯地から釧路駐屯地に移駐。
  - 10月10日：第8連隊第1大隊が水島駐屯地から出雲駐屯地に移駐。
  - 10月18日：第1連隊第3大隊が福島駐屯地に移駐。
  - 11月20日：第3連隊第3大隊が名寄駐屯地から留萌駐屯地に移駐。

陸上自衛隊
- 1954年（昭和29年）
  - 7月1日：陸上自衛隊発足。

  1. 第1連隊（練馬駐屯地）が第1普通科連隊に称号変更。第1管区隊に隷属。
  2. 第2連隊（新発田駐屯地）が第2普通科連隊に称号変更。第1管区隊に隷属。
  3. 第3連隊（名寄駐屯地）が第3普通科連隊に称号変更。第2管区隊に隷属。
  4. 第4連隊（帯広駐屯地）が第4普通科連隊に称号変更。第2管区隊に隷属。
  5. 第5連隊（青森駐屯地）が第5普通科連隊に称号変更。第1管区隊に隷属。
  6. 第6連隊（美幌駐屯地）が第6普通科連隊に称号変更。第2管区隊に隷属。
  7. 第7連隊（福知山駐屯地）が第7普通科連隊に称号変更。第3管区隊に隷属。
  8. 第8連隊（海田市駐屯地）が第8普通科連隊に称号変更。第3管区隊に隷属。
  9. 第9連隊（善通寺駐屯地）が第9普通科連隊に称号変更。第3管区隊に隷属。
  10. 第10連隊（大村駐屯地）が第10普通科連隊に称号変更。第4管区隊に隷属。
  11. 第11連隊（小月駐屯地）が第11普通科連隊に称号変更。第4管区隊に隷属。
  12. 第12連隊（鹿屋駐屯地）が第12普通科連隊に称号変更。第4管区隊に隷属。

  - 7月26日：第3普通科連隊第3大隊（名寄駐屯地）が第10普通科連隊第1大隊に改称。
  - 7月31日：第6普通科連隊第14中隊（特車中隊=戦車を配備した中隊）が帯広駐屯地に移駐。
  - 8月10日：

  1. 第6普通科連隊が第5管区隊に隷属。
  2. 第16普通科連隊（連隊本部および第1大隊）が大村駐屯地で新編。第4管区隊に隷属。第2大隊は熊本駐屯地、第3大隊は前川原駐屯地に配置。

  - 8月19日：第10普通科連隊が大村駐屯地から東千歳駐屯地へ移駐。
  - 8月20日：第9普通科連隊第14中隊と第11普通科連隊第14中隊を母体として第102特車大隊を富士駐屯地で新編。
  - 8月25日：第18普通科連隊（第18普通科連隊本部および本部中隊）が北千歳駐屯地で新編。
  - 8月29日：第1普通科連隊第3大隊（福島駐屯地）が北千歳駐屯地に移駐し、第18普通科連隊に編入。
  - 8月30日：第10普通科連隊が大村駐屯地から東千歳駐屯地へ移駐。第2管区隊に隷属。
  - 9月10日：

  1. 第2普通科連隊が第6管区隊に隷属。
  2. 第4普通科連隊が第5管区隊に隷属。
  3. 第5普通科連隊が第6管区隊に隷属。
  4. 第6普通科連隊が第5管区隊に隷属。第6普通科連隊第3大隊（旭川駐屯地）が第9普通科連隊第2大隊に改称。
  5. 第9普通科連隊第2大隊を基幹に第15普通科連隊が善通寺駐屯地に新編。第3管区隊に隷属。
  6. 第17普通科連隊（連隊本部および第1大隊）が小月駐屯地で新編。第4管区隊に隷属。第2大隊は曾根駐屯地に配置。

  - 9月13日：

  1. 第9普通科連隊第3大隊が松山駐屯地から旭川駐屯地へ移駐。
  2. 第15普通科連隊第3大隊が松山駐屯地で新編。

  - 9月19日：第11普通科連隊が小月駐屯地から東千歳駐屯地へ移駐。
  - 9月23日：第11普通科連隊が東千歳駐屯地に移駐完了。
  - 9月25日：

  1. 第2普通科連隊第1大隊を基幹に第13普通科連隊（第3大隊欠）が松本駐屯地に新編。第1管区隊に隷属。
  2. 第6普通科連隊第3大隊を美幌駐屯地で新編（この時点で、連隊本部、第1、3大隊は美幌駐屯地、第2大隊は遠軽駐屯地、第14中隊は帯広駐屯地に駐屯）。
  3. 第14普通科連隊（連隊本部および第1大隊）が水島駐屯地で新編。第2大隊は出雲駐屯地、第3大隊は久居駐屯地に配置。
  4. 第18普通科連隊第1大隊が真駒内駐屯地で新編。

  - 9月26日：第3普通科連隊第3大隊（留萌駐屯地）が第10普通科連隊第1大隊に改称。
  - 9月30日：

  1. 第9普通科連隊（第2大隊欠）が善通寺駐屯地（主力）および松山駐屯地（第3大隊）から東千歳駐屯地に移駐。第2管区隊に隷属。
  2. 第11普通科連隊が第5管区隊に隷属。

  - 10月5日：

  1. 第1普通科連隊第3大隊を練馬駐屯地で新編。
  2. 第3普通科連隊第3大隊が名寄駐屯地で新編。
  3. 第4普通科連隊第14中隊（帯広駐屯地）および第6普通科連隊第14中隊（帯広駐屯地）を基幹として第5特車大隊を帯広駐屯地で新編。

  - 10月9日：第14普通科連隊本部および直轄中隊が金沢駐屯地に移駐。第1管区隊に隷属。
  - 10月16日：第14普通科連隊第2大隊が出雲駐屯地から金沢駐屯地へ移駐完了。
  - 10月20日：第14普通科連隊第1大隊が水島駐屯地から金沢駐屯地へ移駐完了。
  - 10月28日：第16普通科連隊第3大隊が前川原駐屯地から大村駐屯地に移駐。
  - 10月30日：

  1. 第9普通科連隊（第2大隊欠）が東千歳駐屯地から真駒内駐屯地に移駐。
  2. 第10普通科連隊が東千歳駐屯地から真駒内駐屯地へ移駐完了。
  3. 第18普通科連隊が千歳駐屯地から真駒内駐屯地に移駐。
- 1955年（昭和30年）
  - 7月15日：第10普通科連隊（第1大隊欠）が真駒内駐屯地から滝川駐屯地へ移駐。
  - 8月31日：空挺教育隊が習志野駐屯地で新編。
  - 9月10日：第18普通科連隊第2大隊が真駒内駐屯地から倶知安駐屯地に移駐。
  - 10月21日：

  1. 第7普通科連隊第2大隊（米子駐屯地）が第8普通科連隊第3大隊に改称。
  2. 第8普通科連隊第3大隊が福山駐屯地から伊丹駐屯地に移駐し、第7普通科連隊第2大隊に改称。
  3. 第15普通科連隊第3大隊が旧松山駐屯地から新設の小野駐屯地に移駐。
  4. 第17普通科連隊本部および第1大隊が小月駐屯地から山口駐屯地に移駐。

  - 11月10日：第9普通科連隊（第2大隊欠）が真駒内駐屯地から旭川駐屯地に移駐。
  - 11月21日：第12普通科連隊が鹿屋駐屯地から国分駐屯地に移駐。
- 1956年（昭和31年）
  - 1月23日：第7混成団新編に伴い、第11普通科連隊第6中隊の要員が第18普通科連隊の指揮下に入る。
  - 1月24日：第1普通科連隊の第3、第9中隊を基幹として第2大隊が練馬駐屯地で新編。
  - 1月25日：

  1. 第1普通科連隊第2大隊（新町駐屯地）を第13普通科連隊第3大隊に改称。第13普通科連隊が3個大隊編成になる。
  2. 第18普通科連隊に第4大隊および特車中隊を新編。第7混成団に隷属。
  3. 第19普通科連隊が福岡駐屯地で新編。第4管区隊に隷属。
  4. 第20普通科連隊（連隊本部および直轄中隊、第1、第2大隊）が青森駐屯地で新編。第3大隊は秋田駐屯地に配置。
  5. 第13普通科連隊第3大隊を基幹として普通科教導連隊（連隊本部、本部管理中隊、管理中隊、第1大隊、第2大隊、重迫撃砲中隊）が富士駐屯地で新編。
  6. 第101空挺大隊が習志野駐屯地で新編。空挺教育隊に隷属。

  - 1月26日：西部方面隊が新編。

  1. 南九州（熊本県、宮崎県、鹿児島県の警備区を第4管区隊から移管）を担当とする第8混成団が新編。
  2. 第12普通科連隊（国分駐屯地）が第8混成団に隷属。

  - 2月7日：第1普通科連隊第2大隊が練馬駐屯地から習志野駐屯地に移駐。
  - 3月27日：第20普通科連隊第3大隊が秋田駐屯地から多賀城駐屯地に移駐。
  - 5月31日：第5普通科連隊が秋田駐屯地から八戸駐屯地に移駐。
  - 11月15日：第20普通科連隊主力が青森駐屯地から神町駐屯地に移駐。
  - 12月11日：第12普通科連隊第4大隊が国分駐屯地から北熊本駐屯地に移駐。
- 1957年（昭和32年）
  - 2月1日：第21普通科連隊（連隊本部および第1、第2大隊）が高田駐屯地で新編。第3大隊は新発田駐屯地に配置。
  - 2月21日：第5普通科連隊が第9混成団に隷属。
  - 2月6日：第21普通科連隊本部および本部中隊が高田駐屯地から秋田駐屯地に移駐。
  - 4月10日：第21普通科連隊第1大隊が高田駐屯地から神町駐屯地へ移駐。
  - 8月1日：第21普通科連隊第3大隊が新発田駐屯地から秋田駐屯地に移駐。
  - 9月2日：信太山駐屯地が開設され、第7普通科連隊第3大隊、第4陸曹教育隊のほか業務諸隊が駐屯。

- 1958年（昭和33年）
  - 4月1日：普通科教導連隊に陸曹教育隊を設置。
  - 6月17日：第22普通科連隊が南仙台駐屯地で新編。
  - 6月24日：第101空挺大隊（習志野駐屯地）を廃止。
  - 6月25日：第1空挺団（第1空挺団本部、本部中隊、普通科群、特科大隊、施設隊、無反動砲隊、管理中隊、衛生隊および空挺教育隊）が習志野駐屯地で新編。
  - 6月26日：

  1. 第6管区隊の第2普通科連隊が管区隊の再編により、第1管区隊に隷属。
  2. 第14普通科連隊が新編された第10混成団に隷属。
- 1959年（昭和34年）6月2日：第14普通科連隊第2大隊が金沢駐屯地から守山駐屯地に移駐。
- 1960年（昭和35年）
  - 1月14日：東部方面隊の新編。

  1. 第13普通科連隊が東部方面隊に隷属。
  2. 第1空挺団が東部方面隊に隷属。

  - 1月20日：第1普通科連隊第2大隊が習志野駐屯地から市ヶ谷駐屯地に移駐。
  - 4月1日：空挺普通科群本部にM24軽戦車5両からなる情報小隊特車班が編成。
  - 4月11日：普通科教導連隊が滝ヶ原分屯地（現・滝ヶ原駐屯地）開設によりに富士駐屯地から移駐。
- 1961年（昭和36年）
  - 2月22日：第11普通科連隊が第7混成団に隷属。
  - 2月28日：第7混成団の機械化部隊への改編に伴う新改編。

  1. 第11普通科連隊（連隊本部、本部管理中隊、4個普通科中隊および迫撃砲隊）が第1大隊と第2大隊第4中隊、第1特科団第113特科大隊第3中隊を母体に機械化連隊として東千歳駐屯地で再編成。第11普通科連隊第2大隊は第4中隊を新第11普通科連隊、第6中隊を第23普通科連隊、第5中隊を第24普通科連隊に異動。
  2. 第18普通科連隊が第4大隊を除き、第5管区隊に隷属。
  3. 第23普通科連隊（連隊本部、本部管理中隊、4個普通科中隊および迫撃砲隊）が第11普通科連隊第3大隊、第2大隊第6中隊、第1特科団第113特科大隊第1中隊を基幹として東千歳駐屯地で新編。第7混成団に隷属。
  4. 第24普通科連隊（連隊本部、本部管理中隊、4個普通科中隊および迫撃砲隊）が第18普通科連隊第4大隊、第11普通科連隊第2大隊第5中隊、第1特科団第113特科大隊第2中隊を基幹として真駒内駐屯地で新編。第7混成団に隷属。

  - 8月5日：第22普通科連隊（第1・第3大隊欠）が仙台駐屯地から多賀城駐屯地に移駐。
  - 8月17日：普通科教導連隊が富士教導隊に隷属。
  - 9月：第4管区隊対馬作業隊が対馬に常駐。
  - 12月16日：第15普通科連隊第3大隊が松山駐屯地から善通寺駐屯地へ移駐。

師団の編成
- 1962年（昭和37年）
  - 1月18日：

  1. 第1管区隊の第1師団（甲師団）への改編。
    1. 第1普通科連隊（練馬駐屯地）が6個中隊編成（本部管理中隊、4個普通科中隊および重迫撃砲中隊）に改編。第1師団に隷属。
    2. 第2普通科連隊第1大隊を基幹として第31普通科連隊が6個中隊編成（本部管理中隊、4個普通科中隊および重迫撃砲中隊）で習志野駐屯地に新編。第1師団に隷属。
    3. 第1普通科連隊第2大隊を基幹として第32普通科連隊が6個中隊編成（本部管理中隊、4個普通科中隊および重迫撃砲中隊）で市ヶ谷駐屯地に新編。第1師団に隷属。
    4. 第13普通科連隊第3大隊を基幹として第34普通科連隊が6個中隊編成（本部管理中隊、4個普通科中隊および重迫撃砲中隊）で新町駐屯地に新編。第1師団に隷属。

  2. 第2管区隊の第2師団（甲師団）への改編。
    1. 第3普通科連隊（名寄駐屯地）が6個中隊編成（本部管理中隊、4個普通科中隊および重迫撃砲中隊）に改編。第2師団に隷属。
    2. 第9普通科連隊（旭川駐屯地）が6個中隊編成（本部管理中隊、4個普通科中隊および重迫撃砲中隊）に改編。第2師団に隷属。
    3. 第6普通科連隊第2大隊を基幹として第25普通科連隊が6個中隊編成（本部管理中隊、4個普通科中隊および重迫撃砲中隊）で遠軽駐屯地に新編。第2師団に隷属。
    4. 第10普通科連隊第1大隊を基幹として第26普通科連隊が6個中隊編成（本部管理中隊、4個普通科中隊および重迫撃砲中隊）で留萌駐屯地に新編。第2師団に隷属。

  3. 第3管区隊の第3師団（乙師団）への改編。
    1. 第7普通科連隊第1大隊（福知山駐屯地）を基幹として第7普通科連隊（本部管理中隊、4個普通科中隊および重迫撃砲中隊）に改編。
    2. 第7普通科連隊第2大隊を基幹として第36普通科連隊が6個中隊編成（本部管理中隊、4個普通科中隊および重迫撃砲中隊）で伊丹駐屯地に新編。第3師団に隷属。
    3. 第7普通科連隊第3大隊を基幹として第37普通科連隊が6個中隊編成（本部管理中隊、4個普通科中隊および重迫撃砲中隊）で信太山駐屯地に新編。第3師団に隷属。

  4. 第5管区隊の第5師団（乙師団）への改編
    1. 第4普通科連隊（帯広駐屯地）が6個中隊編成（本部管理中隊、4個普通科中隊および重迫撃砲中隊）に改編。第5師団に隷属。
    2. 第6普通科連隊（美幌駐屯地）が6個中隊編成（本部管理中隊、4個普通科中隊および重迫撃砲中隊）に改編。第5師団に隷属。
    3. 第4普通科連隊第3大隊を基幹として第27普通科連隊が6個中隊編成（本部管理中隊、4個普通科中隊および重迫撃砲中隊）で釧路駐屯地に新編。第5師団に隷属。

  5. 第10混成団が第10師団（乙師団）に改編。
    1. 第14普通科連隊（金沢駐屯地）が6個中隊編成（本部管理中隊、4個普通科中隊および重迫撃砲中隊）に改編。第10師団に隷属。
    2. 第14普通科連隊第3大隊を基幹として第33普通科連隊が6個中隊編成（本部管理中隊、4個普通科中隊および重迫撃砲中隊）で久居駐屯地に新編。第10師団に隷属。
    3. 第14普通科連隊第2大隊を基幹として第35普通科連隊が6個中隊編成（本部管理中隊、4個普通科中隊および重迫撃砲中隊）で守山駐屯地に新編。第10師団に隷属。

  6. 第11師団（甲師団）を新編。
    1. 第10普通科連隊（滝川駐屯地）が6個中隊編成（本部管理中隊、4個普通科中隊および重迫撃砲中隊）に改編。第11師団に隷属。
    2. 第18普通科連隊（真駒内駐屯地）が6個中隊編成（本部管理中隊、4個普通科中隊および重迫撃砲中隊）に改編。第11師団に隷属。
    3. 第10普通科連隊第3大隊を基幹として第28普通科連隊が6個中隊編成（本部管理中隊、4個普通科中隊および重迫撃砲中隊）で滝川駐屯地に新編。第11師団に隷属。
    4. 第18普通科連隊第2大隊を基幹として第29普通科連隊が6個中隊編成（本部管理中隊、4個普通科中隊および重迫撃砲中隊）で倶知安駐屯地に新編。第11師団に隷属。

  7. 第12師団（乙師団）を新編。
    1. 第2普通科連隊（松本駐屯地）が6個中隊編成（本部管理中隊、4個普通科中隊および重迫撃砲中隊）に改編。第12師団に隷属。
    2. 第13普通科連隊（松本駐屯地）が6個中隊編成（本部管理中隊、4個普通科中隊および重迫撃砲中隊）に改編。第12師団に隷属。
    3. 第2普通科連隊第3大隊を基幹として第30普通科連隊が6個中隊編成（本部管理中隊、4個普通科中隊および重迫撃砲中隊）で新発田駐屯地に新編。第12師団に隷属。

  8. 第13師団（乙師団）を新編。
    1. 第8普通科連隊第3大隊を基幹として連隊本部が海田市駐屯地から、第1大隊が出雲駐屯地から移駐し、第8普通科連隊が6個中隊編成（本部管理中隊、4個普通科中隊および重迫撃砲中隊）で米子駐屯地に新編。第13師団に隷属。
    2. 第15普通科連隊（善通寺駐屯地）が6個中隊編成（本部管理中隊、4個普通科中隊および重迫撃砲中隊）に改編。第13師団に隷属。
    3. 第17普通科連隊（山口駐屯地）が第13師団に隷属。

  9. 普通科群の情報小隊特車班が普通科群本部中隊空挺戦車小隊に改称。

  - 1月20日：第34普通科連隊が新町駐屯地から板妻分屯地に移駐（2月10日完了）。
  - 7月13日：第24普通科連隊が真駒内駐屯地から東千歳駐屯地に移駐。
  - 7月26日：第17普通科連隊第2大隊が曾根駐屯地から別府駐屯地に移駐。
  - 8月3日：第28普通科連隊が滝川駐屯地から函館駐屯地に移駐。
  - 8月8日：第21普通科連隊第1大隊が神町駐屯地から秋田駐屯地に移駐。
  - 8月14日：第5普通科連隊が八戸駐屯地から青森駐屯地に移駐。

13個師団体制完成
- 1962年（昭和37年）
  - 8月15日：

  1. 第4管区隊の第4師団（甲師団）への改編による連隊新改編。
    1. 第16普通科連隊（大村駐屯地）が6個中隊編成（本部管理中隊、4個普通科中隊および重迫撃砲中隊）に改編。第4師団に隷属。
    2. 第19普通科連隊（福岡駐屯地）が6個中隊編成（本部管理中隊、4個普通科中隊および重迫撃砲中隊）に改編。第4師団に隷属。
    3. 第19普通科連隊第2大隊を基幹として、第40普通科連隊が6個中隊編成（本部管理中隊、4個普通科中隊および重迫撃砲中隊）で小倉駐屯地に新編。第4師団に隷属。
    4. 第17普通科連隊第2大隊を基幹として、第41普通科連隊が6個中隊編成（本部管理中隊、4個普通科中隊および重迫撃砲中隊）で別府駐屯地に新編。第4師団に隷属。

  2. 第6管区隊の第6師団（乙師団）への改編による連隊新改編。
    1. 第20普通科連隊（神町駐屯地）が6個中隊編成（本部管理中隊、4個普通科中隊および重迫撃砲中隊）に改編。第6師団に隷属。
    2. 第21普通科連隊（秋田駐屯地）が6個中隊編成（本部管理中隊、4個普通科中隊および重迫撃砲中隊）に改編。第6師団に隷属。
    3. 第22普通科連隊（多賀城駐屯地）が6個中隊編成（本部管理中隊、4個普通科中隊および重迫撃砲中隊）に改編。第6師団に隷属。

  3. 第7混成団が第7師団への改編。
    1. 第11普通科連隊（東千歳駐屯地）が第7師団に隷属。
    2. 第23普通科連隊（東千歳駐屯地）が第7師団に隷属。
    3. 第24普通科連隊（東千歳駐屯地）が第7師団に隷属。

  4. 第8混成団の第8師団（乙師団）への改編による連隊新改編。
    1. 第12普通科連隊（国分駐屯地）が6個中隊編成（本部管理中隊、4個普通科中隊および重迫撃砲中隊）に改編。第8師団に隷属。
    2. 第12普通科連隊第4大隊（北熊本駐屯地）を基幹として、第42普通科連隊が6個中隊編成（本部管理中隊、4個普通科中隊および重迫撃砲中隊）で北熊本駐屯地に新編。第８師団に隷属。
    3. 第12普通科連隊第2大隊（都城駐屯地）を基幹として、第43普通科連隊が6個中隊編成（本部管理中隊、4個普通科中隊および重迫撃砲中隊）で都城駐屯地に新編。第8師団に隷属。

  5. 第9混成団の第9師団（乙師団）への改編による連隊新改編。
    1. 第5普通科連隊（青森駐屯地）が第2大隊を基幹として6個中隊編成（本部管理中隊、4個普通科中隊および重迫撃砲中隊）に改編。第9師団に隷属。
    2. 第5普通科連隊の一部を基幹として、第38普通科連隊が6個中隊編成（本部管理中隊、4個普通科中隊および重迫撃砲中隊）で八戸駐屯地に新編。第9師団に隷属。
    3. 第5普通科連隊の一部を基幹として、第39普通科連隊が6個中隊編成（本部管理中隊、4個普通科中隊および重迫撃砲中隊）で八戸駐屯地で新編。第9師団に隷属。

  6. 第17普通科連隊が第1大隊を基幹として6個中隊編成（本部管理中隊、4個普通科中隊および重迫撃砲中隊）に改編。第13師団に隷属。

  - 8月25日：第41普通科連隊第4普通科中隊（約100名）が「対馬派遣隊」として対馬分屯地に移駐。
  - 11月26日：第31普通科連隊が習志野駐屯地から朝霞駐屯地に移駐。
- 1963年（昭和38年）4月30日：第11普通科連隊に62式7.62mm機関銃26丁が配備される。
- 1965年（昭和40年）
  - 3月15日：第27普通科連隊第3普通科中隊が釧路駐屯地から別海分屯地に移駐。
  - 8月3日：普通科教導連隊が新編された富士教導団に隷属。

- 1968年（昭和43年）
  - 3月1日：普通科教導連隊（滝ヶ原分屯地）に装甲輸送隊が新編。
  - 8月1日：第1空挺団の無反動砲隊を対戦車隊に改編（64式対戦車誘導弾を装備）。

- 1970年（昭和45年）
  - 3月10日：第3師団、第6師団、第13師団の甲編成化による連隊新編。

  1. 第44普通科連隊が福島駐屯地で新編。第6師団に隷属。
  2. 第45普通科連隊が大久保駐屯地で新編。第3師団に隷属。
  3. 第46普通科連隊が善通寺駐屯地で新編、海田市駐屯地へ移駐。第13師団に隷属。

  - 3月31日：第44普通科連隊に自衛隊旗授与。

- 1972年（昭和47年）
  - 3月1日：臨時第1混成群が北熊本駐屯地で編成完結。
  - 10月4日：臨時第1混成群が北熊本駐屯地から那覇駐屯地に移駐。
  - 10月16日：第1混成群（群本部、本部管理中隊、第301普通科中隊、第302普通科中隊および第301施設中隊）が那覇駐屯地で編成完結。第1混成団に隷属。
- 1973年（昭和48年）
  - 3月8日：普通科群空挺戦車小隊が60式装甲車5両からなる普通科群本部直轄空挺装甲輸送隊に改編。
  - 3月27日：臨時第1混成団準備本部が那覇駐屯地で編成。
- 1975年（昭和50年）
  - 3月：第8普通科連隊本部および本部管理中隊を改編。
  - 3月31日：第23普通科連隊に73式装甲車が配備。
- 1980年（昭和55年）3月25日：対馬警備隊（隊本部、本部中隊（情報小隊、通信小隊、施設作業小隊）、普通科中隊（3個小銃小隊、迫撃砲小隊）、後方支援隊）が対馬駐屯地で新編。
- 1981年（昭和56年）
  - 3月24日：第7師団の機甲師団への改編。

  1. 第23普通科連隊（東千歳駐屯地）が廃止。
  2. 第24普通科連隊が第7師団の機械化師団から機甲化師団への改編のため連隊旗を返還。所属人員のうち東千歳駐屯地勤務希望者を増強改編の第11普通科連隊へ異動。余剰人員は北海道内の普通科連隊へ分散の他、移駐準備隊として駐屯地新編の準備要員となりえびの駐屯地業務隊へ転属。

  - 3月25日：

  1. 第7師団の機甲師団への改編に伴う第11普通科連隊が完全機械化部隊へ再編。
    1. 廃止された第23普通科連隊の2個普通科中隊と移駐した第24普通科連隊の2個普通科中隊を併合し、普通科中隊は4個から6個へと増加し所属人員を増強。
    2. 第23普通科連隊の2個重迫小隊と移駐した第24普通科連隊の2個重迫小隊を併合し、重迫撃砲中隊は6個小隊編成となる。

  2. 第2混成団の新編に伴い第15普通科連隊が隷属。
  3. 第24普通科連隊が九州転属希望者を中心に在九州部隊から人員を受け入れ北熊本駐屯地において再編成、第8師団長から改めて連隊旗が授与され第8師団隷下に編入。

  - 12月20日：第24普通科連隊が北熊本駐屯地からえびの駐屯地へ移駐。
- 1987年（昭和62年）3月26日：空挺普通科群（習志野駐屯地）に第4普通科中隊が新編。
- 1988年（昭和63年）
  - 3月25日：第2師団の近代化への改編。

  1. 第3普通科連隊が装甲車化連隊に改編。本部管理中隊に輸送小隊が新編。
  2. 第9普通科連隊、第25普通科連隊、第26普通科連隊が自動車化連隊に改編。本部管理中隊に輸送小隊が新編。

  - 3月26日：普通科教導連隊装甲輸送隊を廃止し、第4普通科中隊、第5普通科中隊に編入。

- 1989年（平成元年）3月24日：

1. 第5師団の近代化改編に伴う連隊改編。
  1. 第4普通科連隊、第6普通科連隊および第27普通科連隊が自動車化連隊に改編。本部管理中隊に輸送小隊が新編。
  2. 第6普通科連隊本部管理中隊の人事班が連隊本部班の隷下に異動。第6普通科連隊普通科中隊に64式対戦車誘導弾が配備され無反動砲小隊が対戦車小隊に改編。小銃小隊の1個班の編成が11名から10名になる。
2. 第11師団の近代化改編に伴い第10普通科連隊、第18普通科連隊および第28普通科連隊が自動車化連隊に改編。本部管理中隊に輸送小隊が新編。
3. 対馬警備隊普通科中隊の小銃小隊を3個から4個に増強され、84mm無反動砲×3門、81mm迫撃砲×1門が増強配備。

- 1990年（平成2年）
  - 3月11日：第44普通科連隊本部管理中隊に輸送小隊が新編。
  - 3月26日：

  1. 第4師団の近代化改編に伴い第16普通科連隊、第19普通科連隊、第40普通科連隊および第41普通科連隊が自動車化連隊に改編。本部管理中隊に輸送小隊が新編。
  2. 第6師団の近代化改編に伴い第20普通科連隊、第21普通科連隊、第22普通科連隊および第44普通科連隊が自動車化連隊に改編。本部管理中隊に輸送小隊が新編。
  3. 第9師団の近代化改編に伴い第5普通科連隊、第38普通科連隊および第39普通科連隊が自動車化連隊に改編。本部管理中隊に輸送小隊が新編。
- 1991年（平成3年）
  - 3月29日：

  1. 第12師団の近代化改編に伴い第2普通科連隊、第13普通科連隊、第30普通科連隊が自動車化連隊に改編。本部管理中隊に輸送小隊が新編。第2普通科連隊の1個普通科中隊が教育担当中隊となる。
  2. 第8師団の近代化改編に伴い第12普通科連隊、第42普通科連隊および第43普通科連隊が自動車化連隊に改編。本部管理中隊に輸送小隊が新編。
  3. 第10師団の近代化改編に伴い第14普通科連隊、第33普通科連隊および第35普通科連隊が自動車化連隊に改編。本部管理中隊に輸送小隊が新編。高機動車等を装備。
  4. 第13師団の近代化改編に伴い第8普通科連隊、第17普通科連隊、第46普通科連隊が自動車化連隊に改編。本部管理中隊に輸送小隊が新編。
  5. 第44普通科連隊の改編（無反動砲小隊を対戦車小隊へ改編）。

  - 8月1日：第6普通科連隊が「新たな人員充足管理」に基づく隊務運営の試行に伴う編成を完結、第4普通科中隊が特定中隊として32名編成となる。
- 1992年（平成4年）
  - 3月27日：

  1. 第1師団の近代化改編に伴い第1普通科連隊、第31普通科連隊、第32普通科連隊および第34普通科連隊が自動車化連隊に改編。
  2. 第3師団の近代化改編に伴い第7普通科連隊、第36普通科連隊、第37普通科連隊および第45普通科連隊が自動車化連隊に改編。
  3. 第2混成団改編に伴い第15普通科連隊が自動車化連隊に改編。
  4. 第11師団の改編に伴い第18普通科連隊が装甲車化連隊に改編。

  - 4月2日：第11普通科連隊の各中隊に89式5.56mm小銃が装備。
  - 10月26日：第11普通科連隊へ89式装甲戦闘車の装備開始。

- 1994年（平成6年）第3師団の乙師団化改編。
  - 3月27日：第45普通科連隊（大久保駐屯地）が廃止。
  - 3月28日：

  1. 第7普通科連隊（福知山駐屯地）、第36普通科連隊（伊丹駐屯地）、第37普通科連隊（信太山駐屯地）に対戦車中隊を新編。各普通科連隊に81mm迫撃砲 L16・120mm迫撃砲 RTが配備。
  2. 普通科教導連隊対戦車中隊を滝ケ原駐屯地に新編。
  3. 対馬警備隊本部中隊対戦車小隊を対馬駐屯地に新編。
- 1995年（平成7年）
  - 3月27日：第9普通科連隊（旭川駐屯地）が廃止。
  - 3月28日：第2師団、第1混成団の改編。
    1. 第3普通科連隊対戦車中隊を新編。
    2. 第25普通科連隊対戦車中隊を新編。60式自走81mm迫撃砲、60式自走107mm迫撃砲を用途廃止し、81mm迫撃砲 L16、120mm迫撃砲 RTを装備。
    3. 第26普通科連隊対戦車中隊を新編。60式自走81mm迫撃砲、60式自走107mm迫撃砲を用途廃止し、81mm迫撃砲 L16、120mm迫撃砲 RTを装備。コア編成であった第4普通科中隊を廃止し、第9普通科連隊廃止に伴う処置により旭川駐屯地で再編成。第26普通科連隊教育隊を編成。
    4. 第1混成群隷下に第301重迫撃砲中隊が那覇駐屯地に新編。

  - 12月5日：第11普通科連隊に5.56mm機関銃MINIMIが配備。
- 1996年（平成8年）
  - 3月28日：第29普通科連隊（倶知安駐屯地）が廃止。
  - 3月29日：第8師団の改編等。
    1. 第28普通科連隊第4普通科中隊が函館駐屯地から倶知安駐屯地に移駐。
    2. 第12普通科連隊対戦車中隊を国分駐屯地に新編。重迫撃砲中隊に120mm迫撃砲 RTが、各中隊に81mm迫撃砲 L16、高機動車、89式5.56mm小銃が配備。
    3. 第24普通科連隊対戦車中隊をえびの駐屯地に新編。重迫撃砲中隊に120mm迫撃砲 RTが、各中隊に81mm迫撃砲 L16、高機動車、89式5.56mm小銃が配備。
    4. 第42普通科連隊対戦車中隊を北熊本駐屯地に新編。重迫撃砲中隊に120mm迫撃砲 RTが、各中隊に81mm迫撃砲 L16、高機動車、89式5.56mm小銃が配備。
    5. 第43普通科連隊対戦車中隊を都城駐屯地に新編。重迫撃砲中隊に120mm迫撃砲 RTが、各中隊に81mm迫撃砲 L16、高機動車、89式5.56mm小銃が配備。
- 1997年（平成9年）3月5日：第11普通科連隊重迫撃砲中隊に96式自走120mm迫撃砲の1号車が配備。

- 1998年（平成10年）3月26日：

1. 第19普通科連隊が陸上自衛隊初となる即応予備自衛官指定部隊（コア部隊）に改編。
2. 第13師団司令部に第47普通科連隊編成準備隊を編組｡

- 1999年（平成11年）3月28日：第13師団の廃編に伴う部隊改編。
  1. 第8普通科連隊の第4普通科中隊および重迫撃砲中隊が廃止。
  2. 第17普通科連隊の第4普通科中隊および重迫撃砲中隊が廃止。
  3. 第46普通科連隊の第4普通科中隊および重迫撃砲中隊が廃止。

旅団の編成
- 1999年（平成11年）
  - 3月29日：第2師団、第6師団、第9師団、第13旅団の改編。

  1. 第3普通科連隊が装輪装甲車化連隊に改編。
  2. 第20普通科連隊対戦車中隊（79式対舟艇対戦車誘導弾装備）を神町駐屯地に新編。
  3. 第22普通科連隊対戦車中隊（79式対舟艇対戦車誘導弾装備）を多賀城駐屯地に新編。
  4. 第38普通科連隊対戦車中隊（79式対舟艇対戦車誘導弾装備）を多賀城駐屯地に新編。
  5. 第44普通科連隊対戦車中隊（79式対舟艇対戦車誘導弾装備）を福島駐屯地に新編。
  6. 第8普通科連隊が普通科連隊（軽）（4個中隊編成：本部管理中隊、3個普通科中隊）に改編。第8普通科連隊本部管理中隊重迫撃砲小隊を新編。
  7. 第17普通科連隊が普通科連隊（軽）（4個中隊編成：本部管理中隊、3個普通科中隊）に改編。第17普通科連隊本部管理中隊重迫撃砲小隊を新編。
  8. 第46普通科連隊が普通科連隊（軽）（4個中隊編成：本部管理中隊、3個普通科中隊）に改編。第46普通科連隊本部管理中隊重迫撃砲小隊を新編。
  9. 普通科連隊（軽）（4個中隊編成：本部管理中隊、3個普通科中隊）として第47普通科連隊が海田市駐屯地に新編。
  10. 秋田県が第9師団の警備隊区となったことから第21普通科連隊が第9師団に隷属。
  11. 第9師団隷下の第38普通科連隊が多賀城駐屯地に移駐し第6師団に隷属。即応予備自衛官指定部隊（コア部隊）に改編。

  - 12月1日：第32普通科連隊が市ヶ谷駐屯地から大宮駐屯地へ移駐。

- 2000年（平成12年）3月28日：第7師団改編等に伴う連隊改編等。

1. 第27普通科連隊が96式装輪装甲車を装備｡
2. 第11普通科連隊の第6普通科中隊と重迫撃砲中隊の1個小隊がコア部隊となる。
3. 第11普通科連隊の整備部門（本部管理中隊整備小隊等）を第7後方支援連隊第2整備大隊普通科直接支援中隊へ移管｡
4. 第12師団司令部において第48普通科連隊編成準備隊が編組。

- 2001年（平成13年）第12師団の第12旅団「即応近代化旅団」への改編。
  - 3月26日：第2普通科連隊、第13普通科連隊、第30普通科連隊の第4普通科中隊および重迫撃砲中隊が廃止。
  - 3月27日：第12師団の第12旅団「即応近代化旅団」への改編。

  1. 第2普通科連隊（高田駐屯地）、第13普通科連隊（松本駐屯地）、第30普通科連隊（新発田駐屯地）が普通科連隊（軽）（4個中隊編成：本部管理中隊、3個普通科中隊）に改編。各本部管理中隊隷下に重迫撃砲小隊を新編。
  2. 整備部門（本部管理中隊管理整備小隊等）を第12後方支援隊へ移管。
  3. 第48普通科連隊（4個中隊編成：本部管理中隊、3個普通科中隊）が相馬原駐屯地で即応予備自衛官を主体として構成される普通科連隊（軽）（コア部隊）として新編。第12旅団に隷属。

- 2002年（平成14年）3月27日：
  1. 第1師団の政経中枢師団への改編。
    1. 第1普通科連隊、第31普通科連隊、第34普通科連隊の重迫撃砲中隊を廃止し、第5普通科中隊を新編。
    2. 整備部門（本部管理中隊管理整備小隊等）を第1後方支援連隊第2整備大隊第1普通科直接支援中隊（第1普通科連隊を支援）、第2普通科直接支援中隊（第31普通科連隊を支援）、第3普通科直接支援中隊（第34普通科連隊を支援）へ移管。
    3. 第31普通科連隊が即応予備自衛官主体のコア部隊に改編され、朝霞駐屯地から武山駐屯地に移駐。

  2. 西部方面普通科連隊が相浦駐屯地で新編。西部方面隊に隷属。
  3. 普通科教導連隊の整備部門（本部管理中隊管理整備小隊等）を東部方面後方支援隊富士教育直接支援大隊に移管。
  4. 第1空挺団管理中隊および落下傘整備中隊を統合し、後方支援隊を新編。
- 2003年（平成15年）3月27日：

1. 第4師団の沿岸配備型師団への改編に伴う連隊改編。
  1. 第16普通科連隊、第19普通科連隊、第40普通科連隊、第41普通科連隊に軽装甲機動車および01式軽対戦車誘導弾が配備。
  2. 整備部門（本部管理中隊管理整備小隊等）を第4後方支援連隊第2整備大隊へ移管。
2. 第10師団司令部に第49普通科連隊編成準備隊が、第10特科連隊にコア普通科連隊準備隊を編成。
3. 西部方面普通科連隊の整備部門を西部方面後方支援隊第301普通科直接支援隊に移管。

- 2004年（平成16年）
  - 3月28日：

  1. 第4普通科連隊（帯広駐屯地）、第6普通科連隊（美幌駐屯地）、第27普通科連隊（釧路駐屯地）の重迫撃砲中隊を廃止。
  2. 第1空挺団の空挺普通科群および対戦車隊（2個対戦車小隊を3個の対戦車小隊に再編成しそれぞれ普通科大隊本部中隊隷下へ隷属）を廃止。

  - 3月29日：

  1. 第5師団の第5旅団への改編。
    1. 第4普通科連隊（帯広駐屯地）、第6普通科連隊（美幌駐屯地）、第27普通科連隊（釧路駐屯地）の各本部管理中隊隷下に重迫撃砲小隊が新編。
    2. 整備部門（本部管理中隊管理整備小隊等）を第5後方支援隊第2整備中隊へ移管。
    3. 第4普通科連隊を即応予備自衛官指定部隊に改編（コア部隊化）。

  2. 第10師団の戦略機動師団への改編
    1. 第14普通科連隊（金沢駐屯地）、第33普通科連隊（久居駐屯地）、第35普通科連隊（守山駐屯地）に対戦車中隊を新編。
    2. 第49普通科連隊（7個中隊編成：連隊本部、本部管理中隊、4個普通科中隊、重迫撃砲中隊および対戦車中隊）が豊川駐屯地で即応予備自衛官を主体としたコア部隊として新編。第49普通科連隊の招集訓練担任は、近畿・中部地方を第47普通科連隊から分任。
    3. 各普通科連隊に軽装甲機動車、高機動車を配備。重迫撃砲中隊に120mm迫撃砲を配備。
    4. 整備部門（本部管理中隊管理整備小隊等）を第10後方支援連隊第2整備大隊へ移管。

  3. 第13旅団の改編。
    1. 第8普通科連隊、第17普通科連隊、第46普通科連隊および第47普通科連隊の整備部門（本部管理中隊管理整備小隊等）を第13後方支援隊第2整備中隊へ移管。
    2. 第49普通科連隊新編に伴い、第47普通科連隊の招集訓練担任を中・四国地方の7個駐屯地（米子・出雲・日本原・海田市・山口・善通寺・松山）に変更。

  4. 第18普通科連隊全中隊に96式装輪装甲車を配備。
  5. 第1空挺団の改編。
    1. 普通科群本部を分割し、3個大隊本部へ再編。
    2. 第1普通科大隊（大隊本部、本部中隊、3個普通科中隊および迫撃砲中隊）を普通科群第1普通科中隊、第4普通科中隊の一部、対戦車隊の一部を基幹として習志野駐屯地で新編。
    3. 第2普通科大隊（大隊本部、本部中隊、3個普通科中隊および迫撃砲中隊）を普通科群第2普通科中隊、第4普通科中隊の一部、対戦車隊の一部を基幹として習志野駐屯地で新編。
    4. 第3普通科大隊（大隊本部、本部中隊、3個普通科中隊および迫撃砲中隊）を普通科群第3普通科中隊、第4普通科中隊の一部、対戦車隊の一部を基幹として習志野駐屯地で新編。
    5. 第1空挺団本部中隊（習志野駐屯地）隷下の通信小隊を独立させ通信中隊に改編。
    6. 中央即応連隊の施設隊（宇都宮駐屯地）を拡充し、施設中隊に改編。

- 2005年（平成17年）
  - 3月27日：第15普通科連隊内に第50普通科連隊準備隊を設置。
  - 3月28日：第8師団の即応近代化師団への改編。

  1. 第12普通科連隊、第24普通科連隊、第42普通科連隊、第43普通科連隊に軽装甲機動車、01式軽対戦車誘導弾が配備。
  2. 整備部門（本部管理中隊管理整備小隊等）を第8後方支援連隊へ移管。
  3. 第24普通科連隊が即応予備自衛官指定部隊（コア部隊）に改編。

  - 6月16日：第7普通科連隊に軽装甲機動車（LAV）約20両が配備され、受領報告式が行なわれる。
- 2006年（平成18年）
  - 3月26日：

  1. 第7普通科連隊、第36普通科連隊、第37普通科連隊の対戦車中隊および本部管理中隊管理整備小隊を廃止。
  2. 第15普通科連隊の第4普通科中隊および重迫撃砲中隊が廃止。

方面混成団の編成
- 2006年（平成18年）
  - 3月27日：

  1. 第3師団の即応近代化師団への改編に伴い、第7普通科連隊、第36普通科連隊、第37普通科連隊に第5普通科中隊、狙撃班を新編。整備部門（本部管理中隊管理整備小隊等）を第3後方支援連隊第2整備大隊へ移管。
  2. 第6師団の即応近代化師団への改編に伴い、第20普通科連隊、第22普通科連隊、第44普通科連隊が即応近代化改編により、軽装甲機動車、01式軽対戦車誘導弾が配備。整備部門（本部管理中隊管理整備小隊等）を第6後方支援連隊第2整備大隊へ移管。
  3. 第2混成団の第14旅団への改編に伴い、第15普通科連隊が4個中隊編成の普通科連隊（軽）（本部管理中隊、3個普通科中隊）に改編。本部管理中隊に重迫撃砲小隊を新編。第15普通科連隊の整備部門（本部管理中隊管理整備小隊等）を第14後方支援隊第2整備中隊第1普通科直接支援小隊（第15普通科連隊を支援）へ移管。
  4. 第50普通科連隊が4個中隊編成の普通科連隊（軽）（本部管理中隊、3個普通科中隊）に第50普通科連隊準備隊を元に善通寺駐屯地で新編。
  5. 第38普通科連隊が東北方面混成団に隷属。第3普通科中隊、第4普通科中隊が八戸駐屯地に移駐。 整備部門を東北方面後方支援隊第301普通科直接支援中隊へ移管。

  - 8月：中央即応連隊準備室が東部方面総監部および第6地対艦ミサイル連隊にそれぞれ設置される。

- 2007年（平成19年）
  - 3月28日：

  1. 第25普通科連隊に基幹連隊等指揮統制システム（ReCS）が配備。
  2. 東部方面隊隷下の第1空挺団が中央即応集団発足により、中央即応集団に隷属。
  3. 中央即応連隊準備隊が中央即応集団司令部の一部として宇都宮駐屯地に発足。
- 2008年（平成20年）
  - 1月：第13旅団の即応近代化旅団への改編により、第8普通科連隊第3普通科中隊に軽装甲機動車を配備（第13旅団管内で初の配備）。
  - 3月25日：

  1. 第10普通科連隊、第18普通科連隊、第28普通科連隊の第4普通科中隊、重迫撃砲中隊を廃止（第28普通科連隊第4普通科中隊の一部は北部方面対舟艇対戦車隊に異動）。
  2. 第13旅団隷下の第47普通科連隊（海田市駐屯地）を廃止。
  3. 普通科教導連隊第5普通科中隊を廃止。89式装甲戦闘車を第1普通科中隊へ供用替え。

  - 3月26日：第2師団、第11師団、第13旅団、第1空挺団の改編に伴う改編等。

  1. 第3普通科連隊本部管理中隊補給小隊を新編し、整備部門（本部管理中隊管理整備小隊等）を第2後方支援連隊第2整備大隊第1普通科直接支援中隊へ移管。
  2. 第25普通科連隊本部管理中隊補給小隊を新編し、整備部門（本部管理中隊管理整備小隊等）を第2後方支援連隊第2整備大隊第2普通科直接支援中隊へ移管。
  3. 第26普通科連隊本部管理中隊補給小隊を新編し、整備部門（本部管理中隊管理整備小隊等）を第2後方支援連隊第2整備大隊第3普通科直接支援中隊へ移管。
  4. 第10普通科連隊が普通科連隊（軽）（本部管理中隊、3個普通科中隊）に改編。本部管理中隊隷下に重迫撃砲小隊、補給小隊を新編。整備部門（本部管理中隊管理整備小隊等）を第11後方支援隊第2整備中隊第1普通科直接支援小隊へ移管。
  5. 第18普通科連隊が普通科連隊（軽）（本部管理中隊、3個普通科中隊）に改編。本部管理中隊隷下に重迫撃砲小隊、補給小隊を新編し、整備部門（本部管理中隊管理整備小隊等）を第11後方支援隊第2整備中隊第2普通科直接支援小隊へ移管。
  6. 第28普通科連隊が普通科連隊（軽）（本部管理中隊、3個普通科中隊）に改編。本部管理中隊隷下に重迫撃砲小隊、補給小隊を新編し、整備部門（本部管理中隊管理整備小隊等）を第11後方支援隊第2整備中隊第3普通科直接支援小隊へ移管。
  7. 北部方面隊隷下に北部方面対舟艇対戦車隊が倶知安駐屯地に新編。
  8. 第20普通科連隊に基幹連隊指揮統制システムを配備。
  9. 第8普通科連隊に軽装甲機動車、01式軽対戦車誘導弾等を配備。
  10. 第17普通科連隊に軽装甲機動車、01式軽対戦車誘導弾等を配備。
  11. 第46普通科連隊に軽装甲機動車、01式軽対戦車誘導弾等を配備。
  12. 中部方面混成団の新編に伴い、第47普通科連隊を中部方面混成団隷下に海田市駐屯地に新編。第1普通科中隊を善通寺駐屯地に配置。
  13. 第1空挺団第1普通科大隊迫撃砲中隊（習志野駐屯地）を廃止し、3個迫撃砲小隊として各普通科中隊に1個小隊を隷属。
  14. 第1空挺団第2普通科大隊迫撃砲中隊（習志野駐屯地）を廃止し、3個迫撃砲小隊として各普通科中隊に1個小隊を隷属。
  15. 第1空挺団第3普通科大隊迫撃砲中隊（習志野駐屯地）を廃止し、3個迫撃砲小隊として各普通科中隊に1個小隊を隷属。
  16. 中央即応集団隷下に中央即応連隊（本部管理中隊、3個普通科中隊）が宇都宮駐屯地に新編。

9個師団6個旅団体制完成
- 2010年（平成22年）
  - 3月26日：第9師団、第15旅団の新編に伴う改編等。

  1. 帯広駐屯地の第4普通科連隊第4普通科中隊が22号教育隊隊舎へ移動し新編準備を開始。
  2. 第52普通科連隊新編準備隊を第18普通科連隊および旭川駐屯地業務隊にそれぞれ立ち上げ新編準備を開始。
  3. 第5普通科連隊にWAPC、89R、LMAT、高機動車、MINIMI等を配備。整備部門（本部管理中隊管理整備小隊等）を第9後方支援連隊第2整備大隊第1普通科直接支援中隊へ移管。
  4. 第21普通科連隊にWAPC、89R、LMAT、高機動車、MINIMI等を配備。整備部門（本部管理中隊管理整備小隊等）を第9後方支援連隊第2整備大隊第2普通科直接支援中隊へ移管。
  5. 第39普通科連隊にWAPC、89R、LMAT、高機動車、MINIMI等を配備。整備部門（本部管理中隊管理整備小隊等）を第9後方支援連隊第2整備大隊第3普通科直接支援中隊へ移管。
  6. 第50普通科連隊が善通寺駐屯地から高知駐屯地第1営舎地区に移駐。
  7. 第1混成群（那覇駐屯地）を基幹として普通科連隊（軽）として第51普通科連隊（本部管理中隊、3個普通科中隊）が那覇駐屯地に新編。

  - 4月：第32普通科連隊第4普通科中隊が軽装甲機動車装備部隊に改編。
  - 8月：第10普通科連隊所属人員の一部を第52普通科連隊連隊準備隊に異動。編成準備業務を開始。
- 2011年（平成23年）4月22日：第2師団、第5旅団、第1師団の改編に伴う改編等。

1. 第3普通科連隊対戦車中隊（名寄駐屯地）を廃止。79式対舟艇対戦車誘導弾を用途廃止。
2. 第25普通科連隊対戦車中隊（遠軽駐屯地）を廃止。79式対舟艇対戦車誘導弾を用途廃止。
3. 第26普通科連隊対戦車中隊（留萌駐屯地）を廃止。79式対舟艇対戦車誘導弾を用途廃止。
4. 第4普通科連隊第4普通科中隊（帯広駐屯地）を廃止。第52普通科連隊第3普通科中隊に改編。
5. 第6普通科連隊第4普通科中隊（美幌駐屯地）を廃止。
6. 第27普通科連隊第4普通科中隊（釧路駐屯地）を廃止。
7. 北部方面混成団隷下に第18普通科連隊の一部を基幹に普通科連隊（軽）として第52普通科連隊（本部管理中隊、第1普通科中隊）が真駒内駐屯地に新編。第2普通科中隊は旭川駐屯地に、第3普通科中隊は帯広駐屯地に配置。
8. 第1普通科連隊重迫撃砲中隊を再編成。軽装甲機動車を配備。
9. 第32普通科連隊重迫撃砲中隊を再編成。軽装甲機動車を配備。
10. 第34普通科連隊重迫撃砲中隊を再編成。軽装甲機動車を配備。
11. 東部方面混成団隷下に第31普通科連隊が武山駐屯地で新編。第31普通科連隊重迫撃砲中隊を再編成。

- 2013年（平成25年）3月26日：東部方面混成団、西部方面混成団新編に伴う部隊改編等。

1. 東部方面混成団隷下に第48普通科連隊（本部管理中隊、4個普通科中隊および重迫撃砲中隊）が相馬原駐屯地に新編。
2. 西部方面混成団隷下に第19普通科連隊（本部管理中隊、4個普通科中隊および重迫撃砲中隊）が福岡駐屯地に新編。
3. 第4対舟艇対戦車隊（玖珠駐屯地）を廃止・改編し、西部方面対舟艇対戦車隊を玖珠駐屯地に新編。平素第4師団に隷属。

- 2014年（平成26年）3月26日：第10師団、第13旅団、北部方面混成団、中部方面混成団の改編に伴う部隊改編等。

1. 第52普通科連隊第4普通科中隊および同重迫撃砲中隊を真駒内駐屯地に新編。
2. 第14普通科連隊対戦車中隊（金沢駐屯地）を廃止。
3. 第33普通科連隊対戦車中隊（久居駐屯地）を廃止。
4. 第35普通科連隊対戦車中隊（守山駐屯地）を廃止。
5. 第47普通科連隊第4普通科中隊および同重迫撃砲中隊を海田市駐屯地に新編。
6. 中部方面混成団隷下に第49普通科連隊を豊川駐屯地に新編。第5普通科中隊を新編し豊川駐屯地に配置。

- 2015年（平成27年）3月26日：

1. 第3普通科連隊本部管理中隊に対戦車小隊を新編（FCU：2両・LAU：8両配備）。
2. 第1空挺団の特科大隊に第3射撃中隊を新編。

- 2016年（平成28年）3月28日：

1. 第15普通科連隊本部に即応機動連隊準備隊を設置。
2. 第26普通科連隊本部管理中隊に対舟艇対戦車小隊を新編し、中距離多目的誘導弾システムを導入｡

- 2017年（平成29年）
  - 3月27日：中央即応連隊（宇都宮駐屯地）に施設中隊を新編。
  - 8月23日：第42普通科連隊第4普通科中隊に16式機動戦闘車を配備。入魂式が行われ、部隊マークは第8戦車大隊と同様の「白虎に8をかたどった兜の鍬形」となった。

機動師団機動旅団の編制
- 2018年（平成30年）
  - 3月26日：第8師団の機動師団への改編に伴う連隊改編等。

  1. 第12普通科連隊（国分駐屯地）、第24普通科連隊（えびの駐屯地）、第42普通科連隊（北熊本駐屯地）、第43普通科連隊（都城駐屯地）の対戦車中隊を廃止。
  2. 第8師団隷下の第24普通科連隊（えびの駐屯地）を廃止。
  3. 普通科教導連隊対戦車中隊を廃止。79式対舟艇対戦車誘導弾および96式多目的誘導弾システムは全国の部隊に管理替え。
  4. 西部方面普通科連隊（相浦駐屯地）を廃止。

  - 3月27日：

  1. 第8師団の機動師団への改編に伴い、第42普通科連隊（北熊本駐屯地）を基幹として、第8戦車大隊・第8特科連隊・第8高射特科大隊などの一部を編合し、第42即応機動連隊（連隊本部、本部管理中隊、3個普通科中隊、機動戦闘車隊および火力支援中隊）が北熊本駐屯地に新編され、第8師団に隷属。
  2. 第14旅団の機動旅団への改編に伴い、第15普通科連隊（善通寺駐屯地）、第14戦車中隊（日本原駐屯地）を基幹として、第15即応機動連隊（連隊本部、本部管理中隊、3個普通科中隊、機動戦闘車隊および火力支援中隊）が善通寺駐屯地に新編され、第14旅団に隷属。
  3. 第50普通科連隊（高知駐屯地）の本部管理中隊重迫撃砲小隊を廃止して重迫撃砲中隊を新編。
  4. 西部方面混成団の改編に伴い、第24普通科連隊が西部方面混成団隷下に再編。
  5. 第1空挺団が陸上総隊に隷属。
  6. 第1水陸機動連隊が西部方面普通科連隊を基幹として相浦駐屯地で新編され、水陸機動団に隷属。
  7. 第2水陸機動連隊が西部方面普通科連隊の一部を基幹として相浦駐屯地で新編され、水陸機動団に隷属。
  8. 中央即応連隊が陸上総隊に隷属。

  - 8月1日：第22普通科連隊で郡山駐屯地、仙台駐屯地、八戸駐屯地等から招集した野戦特科隊員を基幹とした新重迫撃砲中隊が始動。
- 2019年（平成31年）
  - 3月25日：第3普通科連隊各普通科中隊の対戦車小隊を廃止（87式対戦車誘導弾廃止）。
  - 3月26日：

  1. 第6師団の機動師団への改編に伴う連隊改編。
    1. 第20普通科連隊、第44普通科連隊の本部管理中隊に中距離多目的誘導弾を装備した対戦車小隊を新編。
    2. 第22普通科連隊を第22即応機動連隊に改編。機動戦闘車隊および火力支援中隊を新編。

  2. 第11旅団の機動旅団への改編に伴う連隊改編。
    1. 第10普通科連隊を第10即応機動連隊に改編。機動戦闘車中隊および火力支援中隊を新編。警備隊区内の担当区域を再編。
    2. 第18普通科連隊、第28普通科連隊の本部管理中隊に中距離多目的誘導弾を装備した対戦車小隊を新編。

  3. 第8師団隷下に奄美警備隊（普通科中隊および後方支援隊）が奄美駐屯地に新編。
  4. 第15旅団隷下に宮古警備隊（普通科中隊および後方支援隊）が宮古島駐屯地に新編。
  5. 中央即応連隊（宇都宮駐屯地）に爆発装置処理隊を新編。
- 2022年（令和 4年）3月17日：第2師団の改編に伴う部隊改編等。
  1. 第3普通科連隊第4普通科中隊および同重迫撃砲中隊を廃止。第3普通科連隊（名寄駐屯地）を基幹に第3即応機動連隊が名寄駐屯地に新編。隷下に機動戦闘車中隊および火力支援中隊を新編。
  2. 第26普通科連隊第1普通科中隊が軽装甲機動車化中隊に改編。
  3. 第4普通科連隊各普通科中隊に編成されていた対戦車小隊を本部管理中隊に集約し、第4普通科連隊本部管理中隊対戦車小隊（中距離多目的誘導弾を装備）を帯広駐屯地に新編。
  4. 第51普通科連隊重迫撃砲中隊を那覇駐屯地に新編。

- 2023年（令和 5年）3月16日：第2師団、第5旅団の改編に伴う改編等。

1. 第3即応機動連隊第4普通科中隊を名寄駐屯地に新編。
2. 第6普通科連隊（美幌駐屯地）を基幹に第6即応機動連隊が美幌駐屯地に新編。隷下に機動戦闘車中隊および火力支援中隊を新編。
3. 第2普通科連隊重迫撃砲中隊が再編。
4. 第13普通科連隊重迫撃砲中隊が再編。
5. 第30普通科連隊重迫撃砲中隊が再編。
6. 八重山警備隊（隊本部、普通科中隊および後方支援隊）が石垣駐屯地に新編され、第15旅団に隷属。八重山警備隊長を石垣駐屯地司令職に指定。

- 2024年（令和 6年）3月21日：第3水陸機動連隊が竹松駐屯地で新編され、水陸機動団に隷属。第3水陸機動連隊長を竹松駐屯地司令職に指定。

## アメリカ陸軍

### 第二次世界大戦時
第二次世界大戦当時のアメリカ陸軍の歩兵連隊は総員3,068名で、編制は以下の通り。
- 連隊本部および本部中隊（HHC: Headquarters and Headquarters Company）
- 3個歩兵大隊
  - 本部中隊
    - 対戦車砲小隊（M1 57mm対戦車砲×3門）

  - 3個小銃中隊
    - 中隊本部
    - 3個小銃小隊
    - 火器小隊
      - 小隊本部（ブローニングM2重機関銃×1丁、バズーカ×5門）
      - 迫撃砲分隊（M2 60mm 迫撃砲×3門）
      - 機関銃分隊（ブローニングM1919中機関銃×2丁）

  - 重火器中隊
    - 1個迫撃砲小隊（M1 81mm 迫撃砲×6門）
    - 1個機関銃小隊（ブローニングM2重機関銃×4丁）
- 対戦車砲中隊（M1 57mm対戦車砲×9門）
- 火砲中隊（M3 105mm榴弾砲×6門）
- 後方支援中隊
- 衛生分隊

歩兵装備
- ブローニング自動小銃M1918×135丁
- ブローニングM1919重機関銃×60丁
- ブローニングM2重機関銃×35丁

歩兵中隊は小銃3個小隊と火器小隊1個から編成され、火器小隊はM2 60mm 迫撃砲班3個と機関銃分隊2個からなっており、歩兵3個小隊を3門のM2 60mm 迫撃砲が支援するようになっていた。
M1 81mm 迫撃砲は重火器中隊の迫撃砲小隊に6門が配備され、3個歩兵大隊で1個連隊を構成していたので、合計で18門となった。

### 朝鮮戦争時
- 3個歩兵大隊（823名）
  - 3個小銃中隊
    - 3個小銃小隊
    - 武器小隊
      - 迫撃砲分隊（M2 60mm 迫撃砲×3門）
      - 無反動砲分隊（M18 57mm無反動砲×2門）

  - 重火器中隊
    - 1個迫撃砲小隊（M1 81mm 迫撃砲×4門）
    - 1個無反動砲小隊（M20 75mm無反動砲×4門）
    - 1個機関銃小隊（ブローニングM2重機関銃×4丁）
- 1個重迫撃砲小隊（M2 107mm迫撃砲×12門）
- 1個戦車小隊（戦車×22両）
- 1個後方支援小隊

### 1950年代中盤以降
1957年、アメリカ陸軍は、ペントミックとして知られる新しい編制を採用した。この編制では、従来の歩兵連隊の枠組みは解体され、かわりに、5個の連隊戦闘群が編制された。この連隊戦闘群は5個小銃中隊と戦闘支援中隊から編成されており、従来の歩兵連隊と歩兵大隊の中間的な規模であった。
ペントミック編制は1960年代初頭には見直され、ROAD再編成計画が発動された。これによってペントミック式の連隊戦闘群は解体されたが、歩兵連隊が再編されることはなく、大隊を基幹とする編制法に移行した。ただし、連隊の戦歴を継承するため、それぞれの歩兵大隊は、かつての所属連隊の名前を冠することとされた。ROAD計画以後も数度にわたって編制の見直しが行なわれたが、大隊を基幹とするという点は変化しておらず、現在、アメリカ陸軍には、常時編成される戦闘単位としての歩兵連隊は、第75レンジャー連隊（アメリカ特殊作戦軍指揮下）が存在するのみとなっている。また、第503歩兵連隊は、その名前を冠する大隊がいずれも第173空挺旅団戦闘団に所属していることから、事実上、連隊の編制が存続していると見なされることもある。